# Arte de Costa Rica

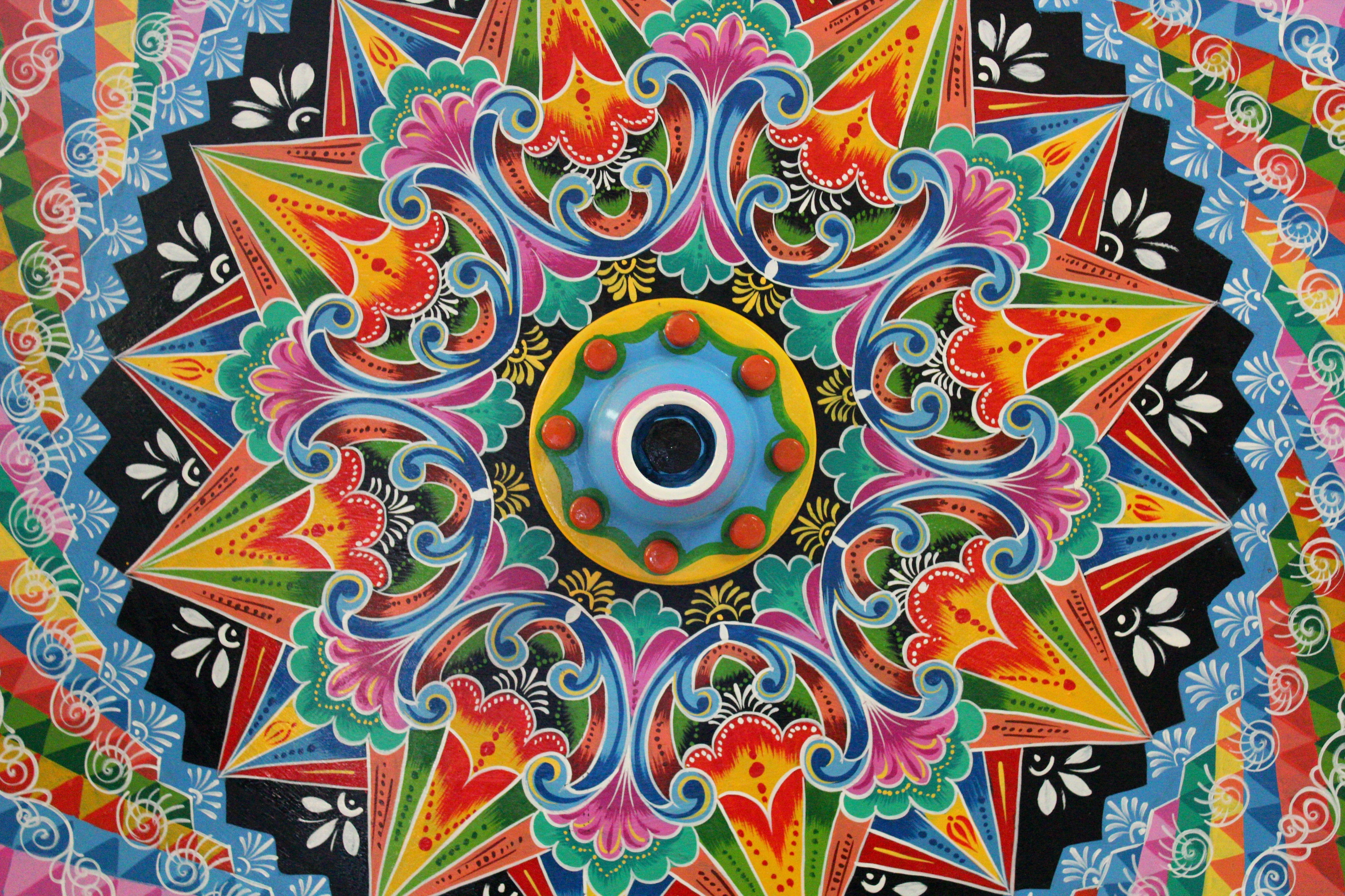
Rueda de carreta típica pintada de Costa Rica, Obra Maestra del Patrimonio Oral e Inmaterial de la Humanidad.

El arte de Costa Rica es una expresión de la cultura costarricense. El arte costarricense se ha establecido de acuerdo a los comportamientos sociales y demandas estéticas de determinadas épocas históricas por las que ha atravesado la sociedad costarricense.
Cuenta con sus raíces más profundas en el arte precolombino, que se destacó principalmente en piezas de pequeño formato, plasmando en ellas la relación de las culturas indígenas con su entorno natural y sus creencias religiosas, temáticas que serían luego rescatadas por diversos artistas durante los siglos posteriores y que siguen vigentes en la actualidad, pero modificados por las nuevas vanguardias artísticas. 
La creación plástica costarricenses esbozará sus primeras líneas de desarrollo durante la Colonia, siendo primeramente la Iglesia católica y el arte religioso sus principales manifestaciones, para más tarde articular una identidad nacional a partir de monumentos y símbolos colectivos relacionados con la historia patria, permitiendo la gestación de una arte propio, consolidado posteriormente por el trabajo de retratistas, paisajistas y escultores, enriqueciendo el panorama artístico nacional a partir de nuevas técnicas y ampliación temática. El movimiento artístico nacional se consolidará y avanzará hacia la internacionalización durante el siglo xx, generando distintas vertientes producto del respaldo plástico primeramente del Estado, y posteriormente de la empresa privada.

## Fundamentos

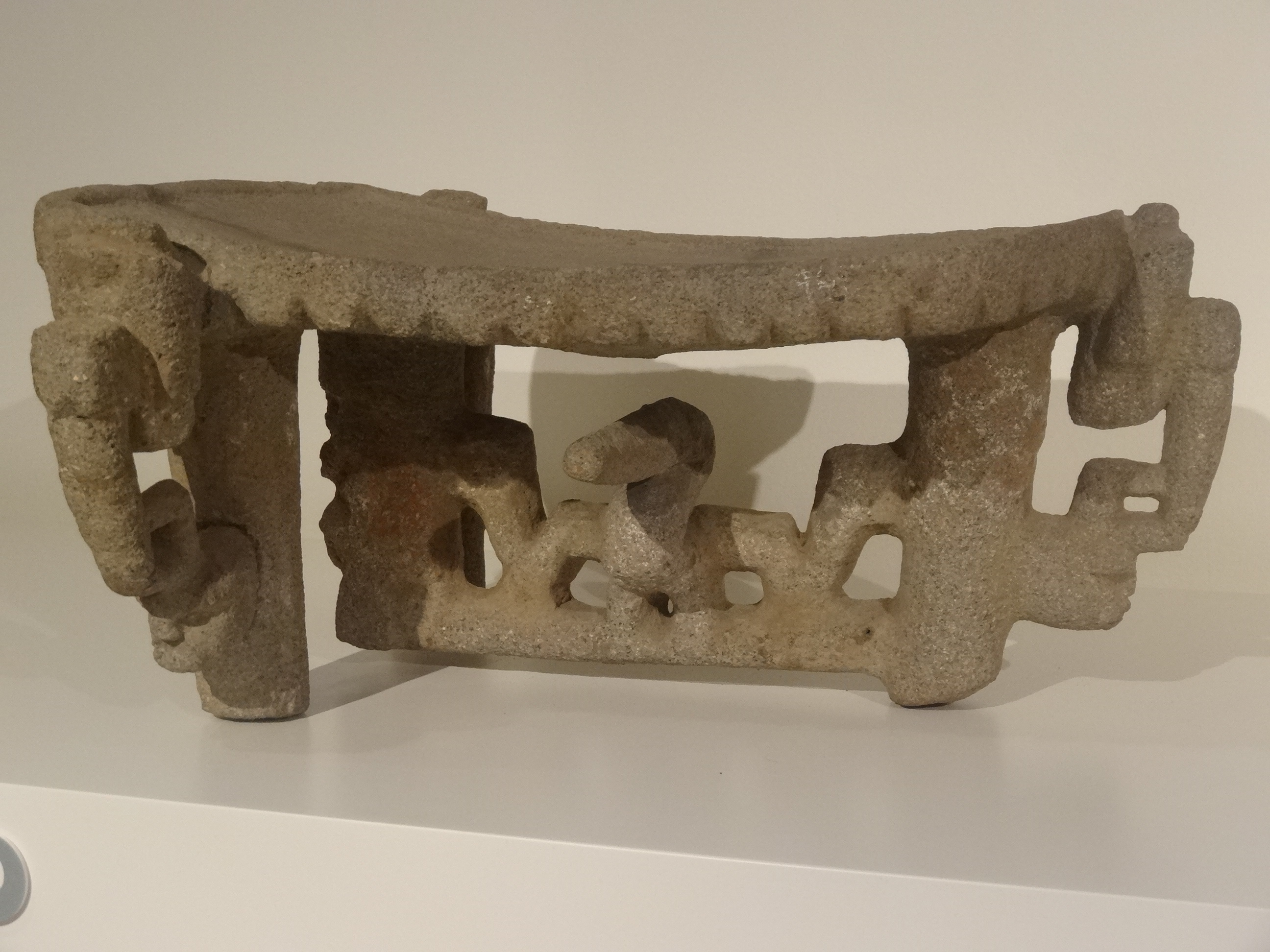
El arte precolombino costarricense generó importantes obras artísticas de pequeño formato con profundo significado, como este metate de panel colgante, manifestación única y sobresaliente del arte prehispánico de Costa Rica. El tema indígena sería luego retomado por los artistas costarricenses de principios del.

El arte precolombino fue desarrollado por las tres culturas que ocuparon lo que sería el territorio nacional hasta la llegada de los españoles en 1502. Aunque las sociedades autóctonas no llegaron a crear obras arquitectónicas de gran formato como las que se encuentran en otras latitudes del continente, sí lograron consolidar diversas manifestaciones artísticas utilizando los recursos de su entorno - piedra, madera, jade, concha, oro, - en las cuales plasmaron una relación armoniosa con la naturaleza, tomando como temas los animales, la esfera y la rica cosmogonía indígena. El arte indígena prehispánico de Costa Rica destacó sobre todo en la escultura y la cerámica.

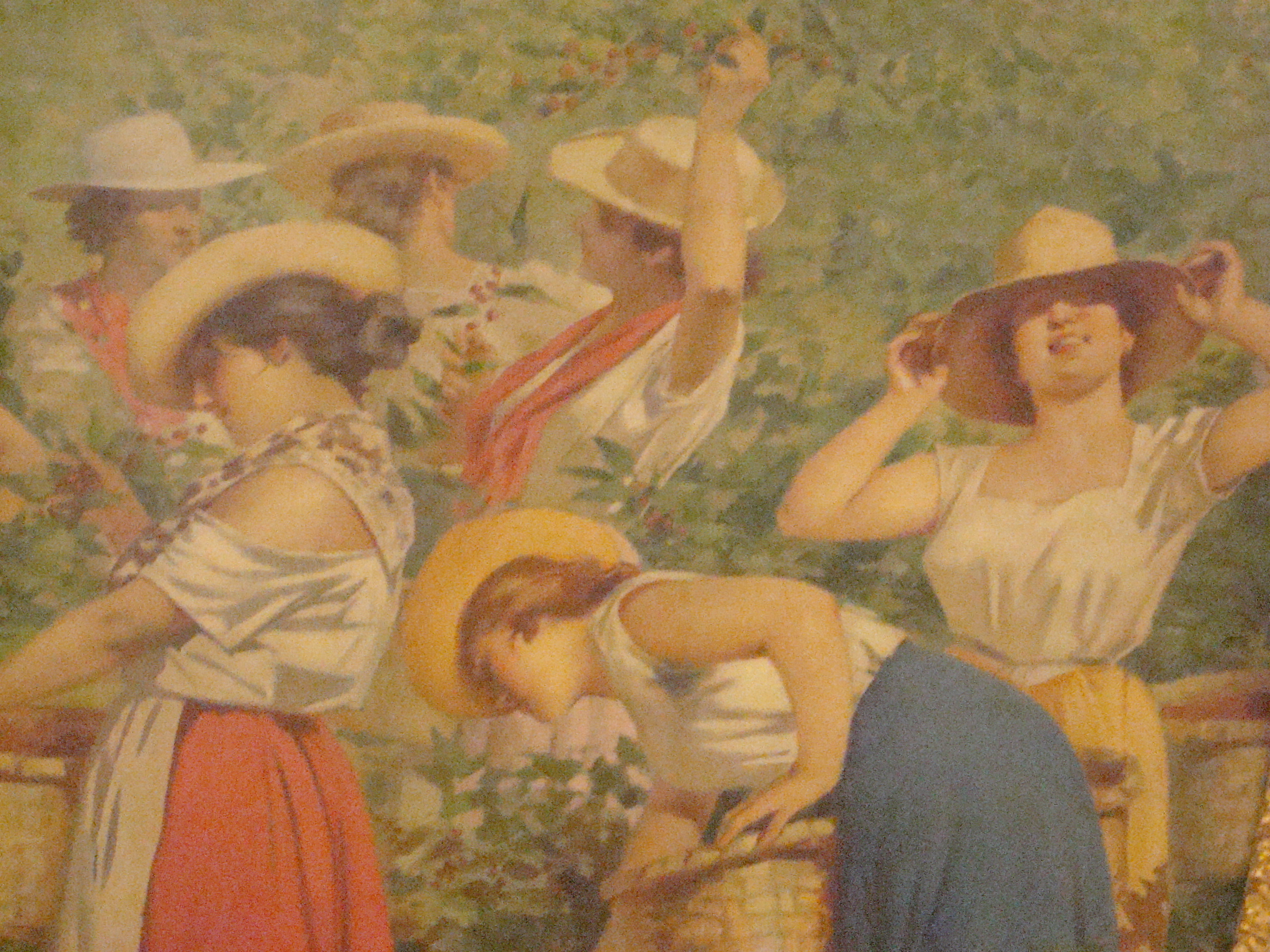
El tema del campesino y la vida del campo ha sido recurrente en la pintura, la escultura, el grabado, la música, el teatro y la literatura costarricenses en todas las épocas, desde la tradición académica hasta la actualidad, con manifestaciones diversas.

Durante el periodo colonial, las manifestaciones de arte plástico fueron limitadas, siendo predominante el tema religioso. Costa Rica fue una colonia pobre y aislada, cuya lejanía de las principales urbes le determinó también una gran autonomía. El dominio español, a diferencia de otros países, no dejó grandes construcciones arquitectónicas, aunque muchos de los inmuebles construidos en esta época, principalmente ermitas e iglesias, así como reliquias religiosas, aún se conservan en el país, algunas de ellas en muy buen estado. El colono de Costa Rica tomó especial gusto por la música, que era esencial en festividades tanto de corte religioso como vernáculo. También hubo un incipiente gusto por el teatro. La vida bucólica del campo y el campesinado serán temas que después vendrán a definir una identidad del arte nacional a principios del siglo XX. Al desarrollo escultórico alcanzado por las sociedades precolombinas vino a sumarse la tradición de imaginería escultórica, desarrollada por maestros imagineros en talleres privados, en los cuales se formaron los primeros escultores nacionales.
Luego de la independencia, el desarrollo del arte costarricense fue muy limitado, pues se priorizó el proceso de formación del Estado, a partir de su independencia en 1821, y la consolidación de la independencia en 1856, con la Campaña Nacional, episodio esencial de la historia patria para la definición de la identidad nacional. A partir de 1870, con la llegada al poder de políticos e intelectuales de ideas liberales, el arte costarricense recibió un importante estímulo, con la fundación de instituciones artísticas como la Academia de Bellas Artes y el Teatro Nacional de Costa Rica. El arte del periodo estuvo principalmente influenciado por el arte europeo neoclásico, pues los liberales tomaron a Europa como modelo de desarrollo. Hubo inmigración de gran cantidad de artistas principalmente europeos, venidos de España, Italia, Francia, Alemania y otros países, que tuvieron gran influencia sobre todo en el desarrollo de la pintura, la escultura y la arquitectura. Sin embargo, el discurso liberal de progreso y desarrollo también incluyó un menosprecio por lo nacional, a pesar de que en esta época aparecieron los primeros artistas costarricenses reconocibles, como el pintor Enrique Echandi y el escultor Juan Ramón Bonilla.

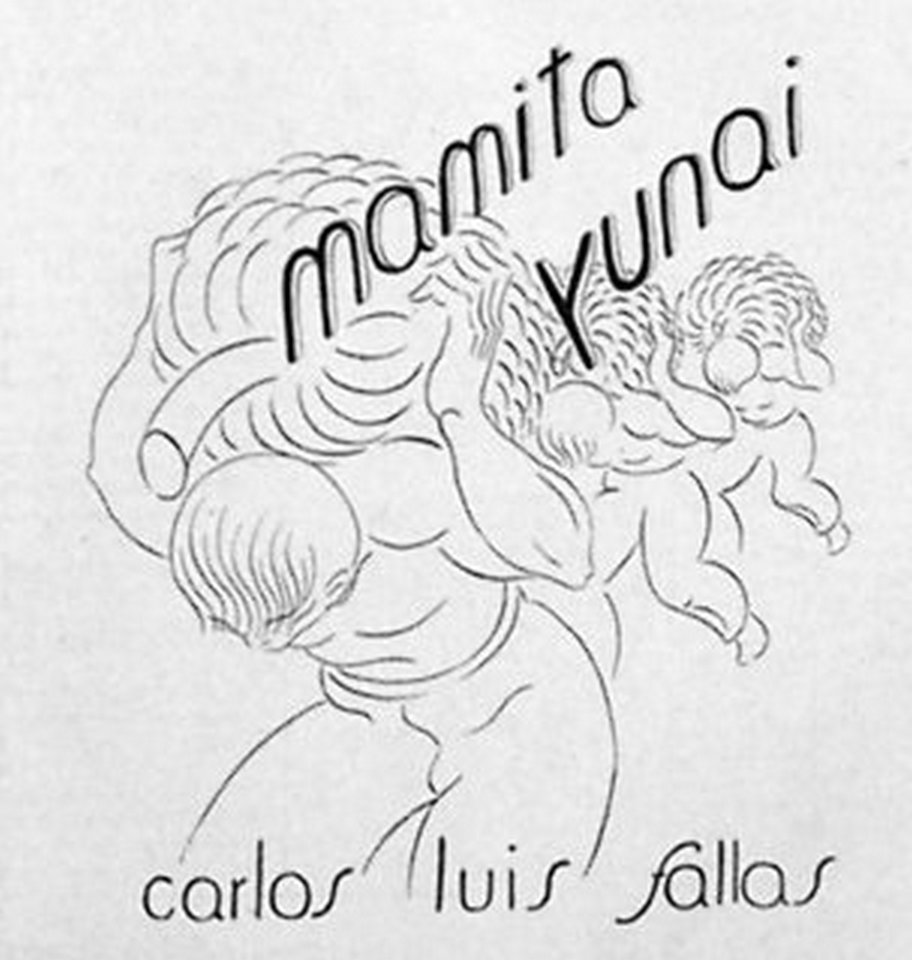
Los movimientos vanguardistas que recorren América Latina en la primera mitad del siglo XX no serán ajenos para los artistas nacionales, que reflejarán su sentir en diversas obras de arte. En la imagen, Mamita Yunai, de Carlos Luis Fallas, novela cumbre de la literatura costarricense, con ilustración del escultor y dibujante Juan Manuel Sánchez.

La década de 1920-1930 es de gran importancia, pues surgen nuevos artistas preocupados en buscar una identidad propia, alejada de la tradición académica. Estos artistas desarrollaron una nueva sensibilidad en el arte nacional, rescatando los motivos expresados en el arte indígena y la vida campesina. Este arte se reunió alrededor de una serie de exposiciones plásticas organizadas entre 1928-1937, donde pintores y escultores dieron a conocer al país nuevas vanguardias artísticas que hasta ese momento eran desconocidas, y se desarrollaron versiones criollas de movimientos artísticos como el impresionismo o la arquitectura neocolonial. Durante este periodo, surgen artistas costarricenses de gran envergadura como Francisco Amighetti, Teodorico Quirós, Francisco Zúñiga y Manuel de la Cruz González. En la pintura, se destaca una nueva forma de interpretar el paisaje, y se desarrolla toda una escuela en torno a la acuarela.
A partir de la década de 1950, luego de la Guerra Civil de 1948, surge un nuevo interés del Estado, y el arte costarricense aspira a la internacionalización. Muchas artistas nacionales logran estudiar en el extranjero. Se introduce el arte abstracto al país con el Grupo Ocho en la década de 1960. La tradición escultórica costarricense seguirá dos vertientes: la naturalista, ligada a la tradición de esculpir en piedra y madera, que se renueva constantemente en su temática y estilo; y la vertiente abstracta o simbólico metafísica. Para 1980 empieza una importante participación de la empresa privada en la organización de bienales y salones de artes plásticas, intensificándose la producción de arte nacional hasta finales del siglo XX, concluyendo con la postmodernidad.
La literatura costarricense surge durante el periodo liberal, destacándose principalmente el costumbrismo, en conjunción con la filosofía liberal, con autores como Aquileo Echeverría, pero ya para inicios del siglo XX surgen movimientos vanguardistas de crítica al modelo de desarrollo, de la mano de escritores como Carmen Lyra y Joaquín García Monge. La década de 1940 es, en especial, de gran importancia para el desarrollo de la literatura, surgiendo en ella muchos autores y obras realistas de contenido político y vanguardista, que en la actualidad están consideradas entre los clásicos de la literatura nacional. Entre 1970 y 1980, la literatura gira hacia el tema urbano, alejándose del tema campesino, mientras que entre 1960 y 1970 se dará el mayor auge de producción de obras de teatro. El desencanto experimentado por los problemas políticos del país y la crisis del Estado nacional será el gran tema literario para los autores de finales del siglo XX y principios del siglo XXI.

## Artes plásticas

### Arte precolombino

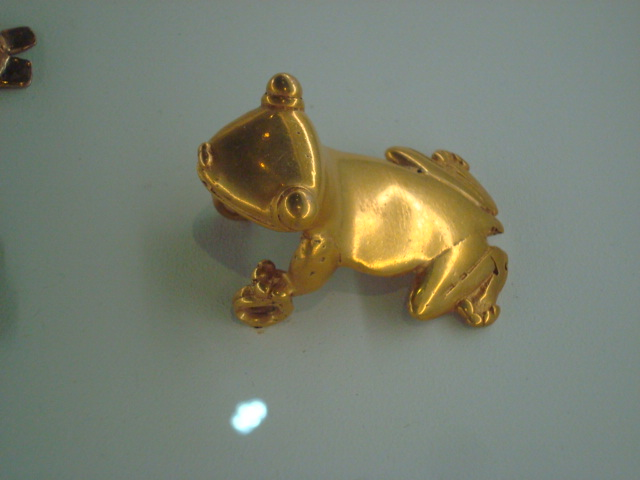
Pendiente de oro en forma de rana. Región Central Caribe de Costa Rica. 700-1550 d. C. Museo del Oro Precolombino.

Las culturas indígenas de Costa Rica produjeron gran abundancia y diversidad artística, desde el poblamiento del territorio hace unos 12.000 años, hasta la llegada de los españoles en 1502, demostrando un gran derroche de imaginación, que les permitió expresar su mundo interior por medio de diferentes técnicas en la cerámica, la lítica, el jade, el oro, la concha, el hueso, etc, para producir sofisticadas obras de arte que estuvieron reservadas para las grandes élites de las sociedades indígenas, que a través de la posesión y el intercambio ritual, demostraban el poder del gobernante, dándole un poder y autoridad sagrados para regir los destinos de sus pueblos.
Los artistas precolombinos lograron expresar sus conceptos con gran realismo en algunas ocasiones, pero siempre imprimiendo su propia estilización y utilizando gran imaginación. Abundaron las formas geométricas y diseños abstractos, pero también se pueden reconocer formas zoomorfas y antropomorfas, o la mezcla de ambas, para lograr una armoniosa y original obra de arte. Se destacó la cerámica policrómica de Nicoya, los jarrones trípodes del Caribe Central, las figuras de jade y oro, la abundante estatuaria en piedra volcánica, los metates de panel colgante y las esferas de piedra, epítome del pasado prehispánico costarricense en general, y de la escultura precolombina en particular.

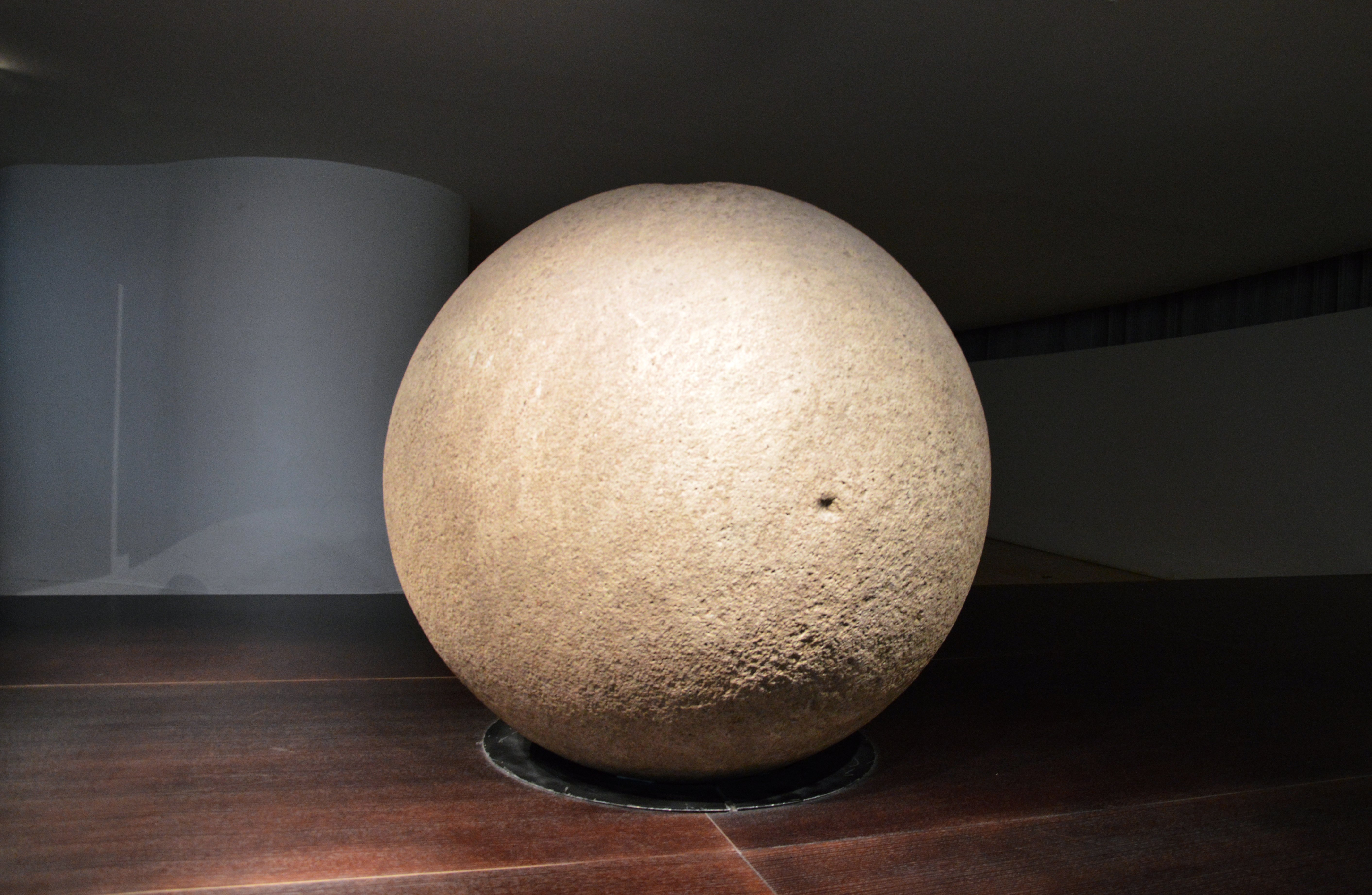
Esfera de piedra. 800-1500 d. C.

Al ser Costa Rica un país ístmico, los grupos indígenas que ocuparon el actual territorio costarricense fueron un elemento importante de interacción establecida entre las sociedades mesoamericanas, andinas y otras, por lo que el arte incorporó elementos mesoamericanos y suramericanos a su propio desarrollo autóctono, elementos que han podido identificarse a través del tiempo mediante el estudio arqueológico y etnohistórico. En el arte precolombino costarricense pueden descubrirse influencias de lo más variadas de las culturas maya, olmeca y muisca.
No obstante, los antepasados indígenas de los costarricenses crearon su propio estilo con sus cánones, lo que hace que su arte no sea complicado ni tampoco caiga en lo simple. Si bien es cierto que las culturas precolombinas de la actual Costa Rica no construyeron pirámides ni estelas de gran formato como lo hicieron algunas culturas americanas, sus manifestaciones artísticas de pequeño formato, poseen un carácter de monumentalidad, cuyas magníficas formas de exuberante belleza guardan sentido de la proporción y poseen su propia simbología. Los indígenas costarricenses desarrollaron su propia cosmogonía, inspirada en el entorno ecológico en el que vivieron, logrando, mediante su cultura, la cual quedó plasmada en sus manifestaciones artísticas, una relación armoniosa con la naturaleza. La gran capacidad de síntesis lograda por los artistas prehispánicos costarricenses es un sello inconfundible de su arte, lo cual, sumado a su poder para expresar conceptos con una gran vitalidad y delicadeza a la vez, le han dado a este arte un lugar preponderante en la historia del arte universal.

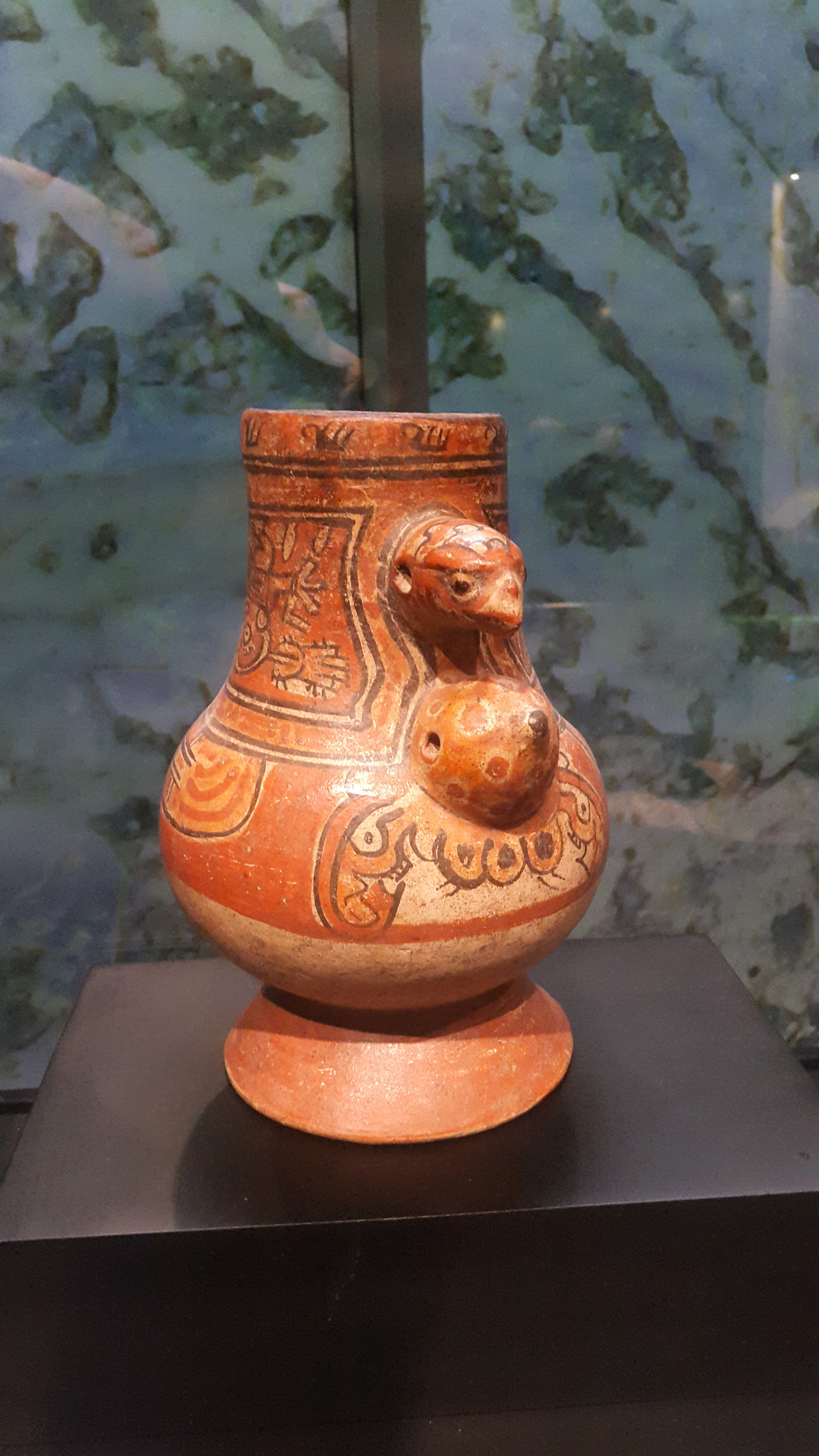
Vasija policromada nicoyana con forma de chompipe, con decorados mesoamericanos, estilo Papagayo. 800-1500 d.C.
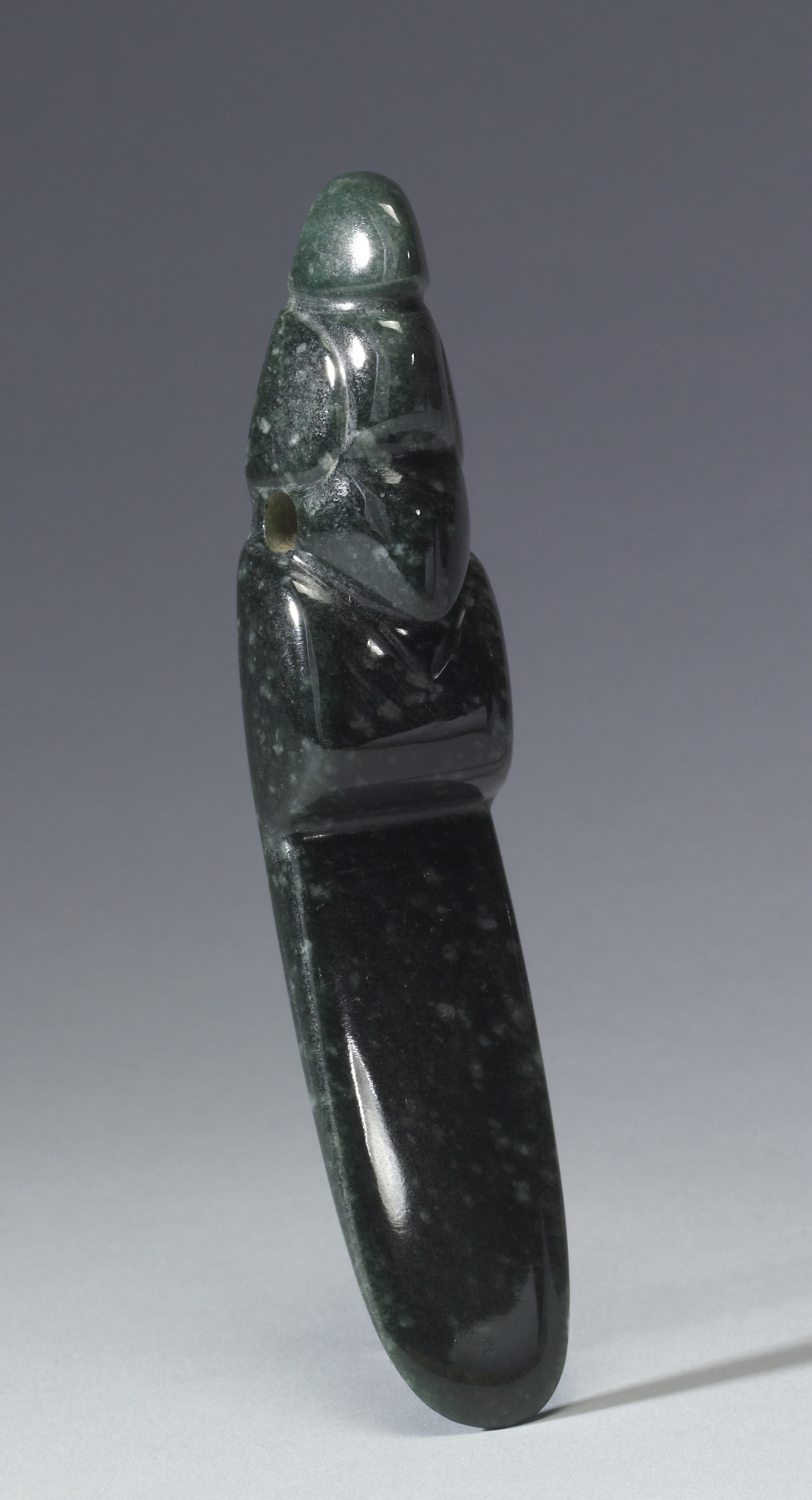
Pendiente avimorfo de jadeíta.
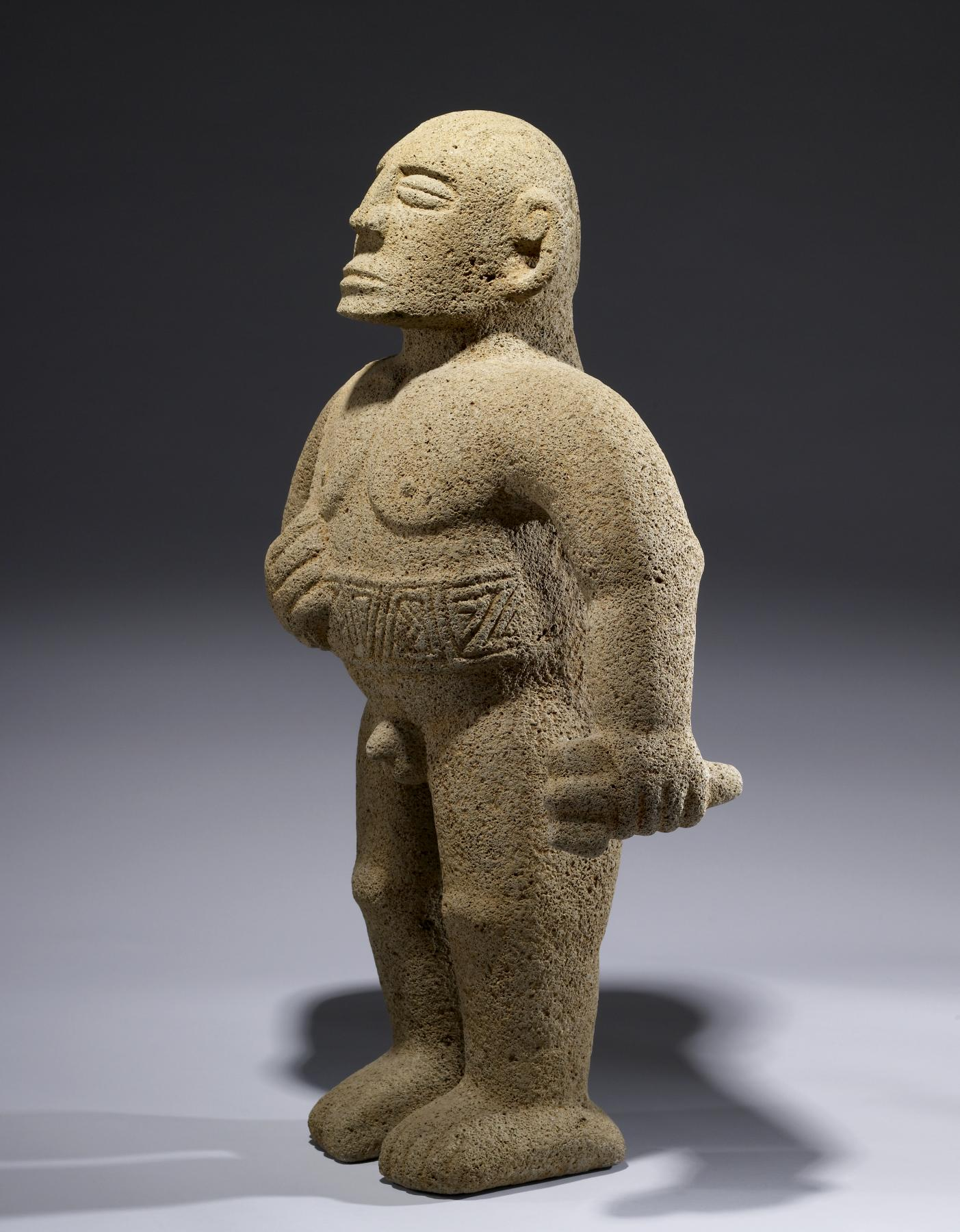
Guerrero de andesita con cabeza-trofeo. Región Arqueológica Central-Atlántica.
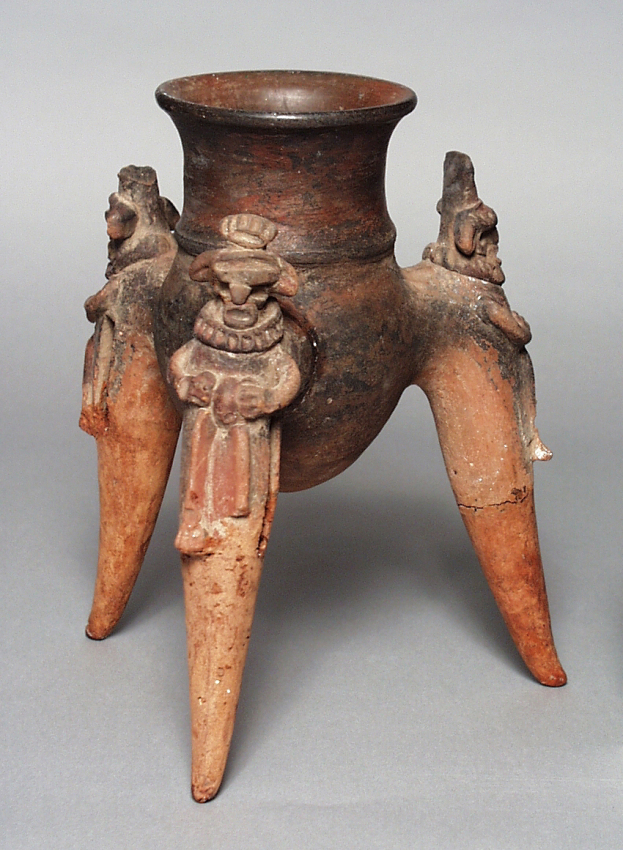
Jarrón trípode del Caribe Central, tipo África, fase La Selva. 300-800 d.C.
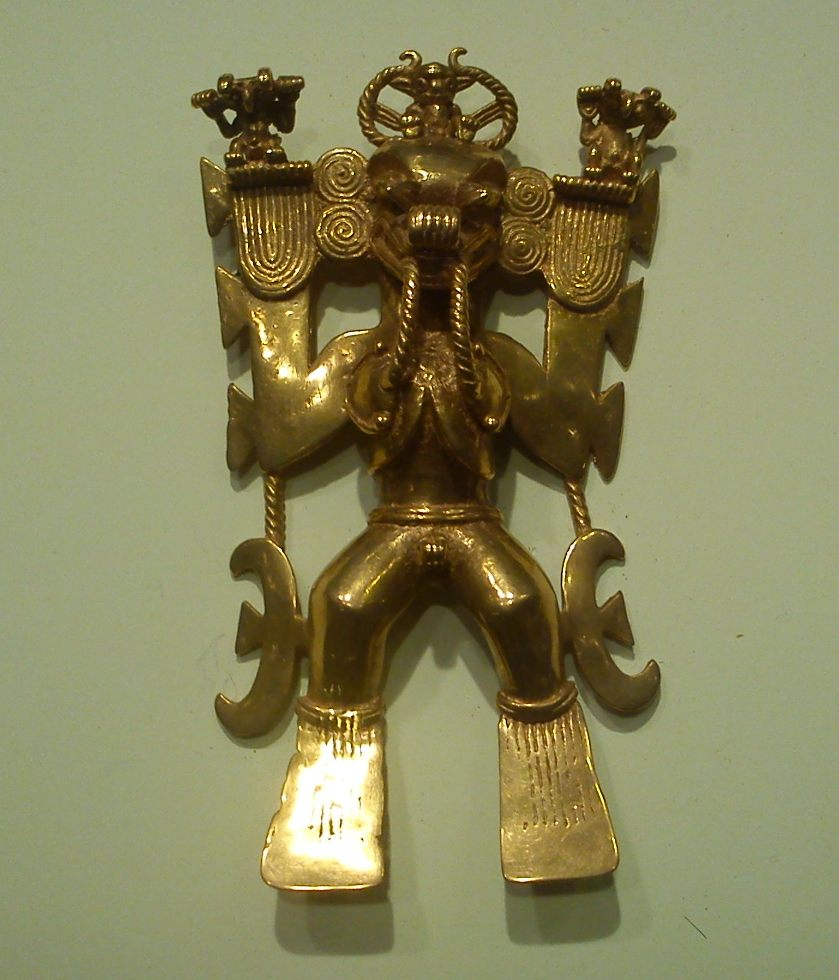
Pendiente de oro en forma de chamán enmascarado. Pacífico Sur de Costa Rica. 700-1550 d.C.

### Arte religioso colonial

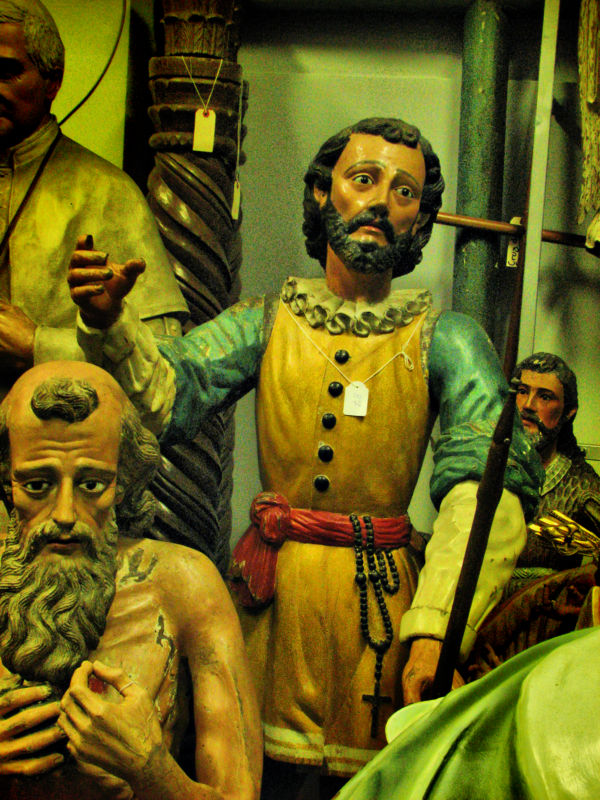
Parte de la colección religiosa colonial del Museo Nacional de Costa Rica.

El legado más importante de la época de la Colonia española en Costa Rica fue la arquitectura sacra, alrededor de la cual oscilaron las otras artes como la música, la pintura, la escultura y la literatura. Las iglesias católicas heredadas de la Colonia son templos sencillos, construidos para funcionar como punto central de las reducciones indígenas, y funcionaron a la vez como centros de culto y de educación. Ejemplo de estos templos son los vestigios del templo de Ujarrás (1681-1693) y la iglesia de Orosi (1743), esta última el legado colonial artístico más significativo del país. Dentro de esta iglesia se conservan algunos óleos importados de México y esculturas traídas de Guatemala, que siguen el código estético del arte novohispano.
La producción artística local surgió con la talla directa de madera para altares y su posterior decoración, así como otras faenas realizadas por los indígenas. La imaginería llegó a convertirse en la manifestación artística más sobresaliente del periodo, con la producción de talleres imagineros que subsistirán hasta el siglo XX. La escultura sacra se realiza de forma realista, usando la técnica de policromía, con especial interés en la expresión de los rostros, con estilo barroco español. También se elaboraron esculturas de imaginería de candelero, elaborando únicamente el rostro, las manos y los pies de la figura, unidas por un armazón de alambre que era cubierto por el ropaje del santo.
Durante este periodo destacaron los talleres imagineros de Manuel Rodríguez Cruz (1833-1901) y Manuel María Zúñiga (1890-1979), quienes elaboraron diversas imágenes para importantes templos católicos del país. Muchos escultores de formación imaginera serán quienes de forma autodidacta iniciarán la transición hacia el arte laico, aplicando la técnica de policromía de las imágenes a los primeros retratos producidos en el país, así como la talla directa en piedra. Tal es el caso de Juan Mora González (1862-1895) y Fadrique Gutiérrez (1841-1897).

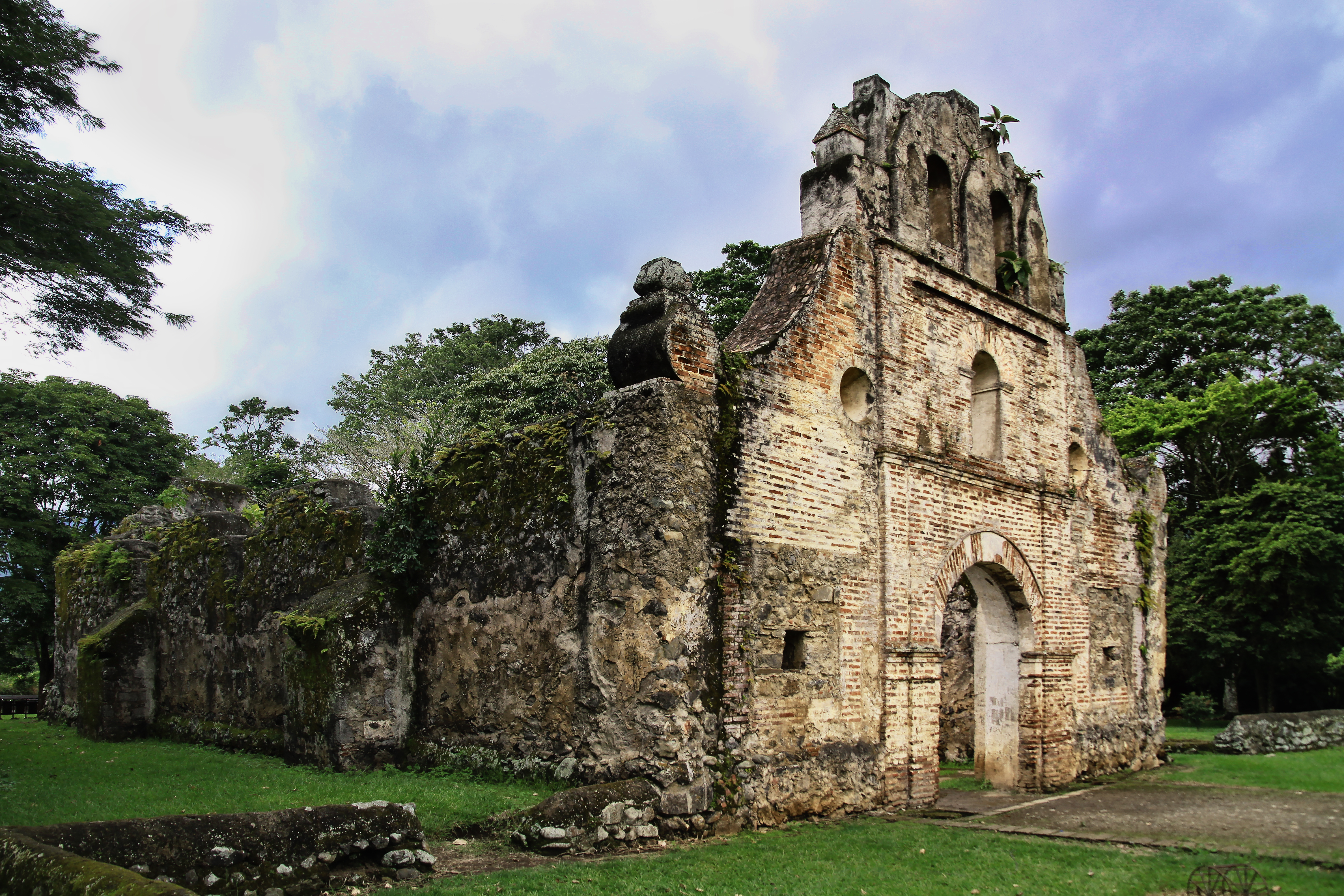
Ruinas de la parroquia de Ujarrás (1560), Cartago. Edificada por los españoles entre 1686 y 1693, en mampostería de cal y piedra (calicanto).
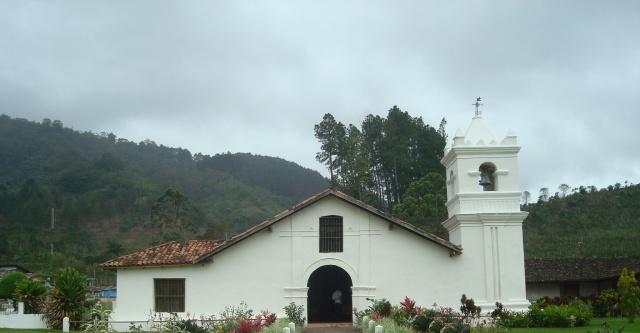
Iglesia colonial de Orosi (1767). Construida por frailes franciscanos, está fabricada en gruesas paredes de adobe, posee una línea arquitectónica sencilla que le da un aspecto humilde y a la vez sobrio. La torre aledaña, que hace de campanario, es representativa de las iglesias coloniales de este periodo.
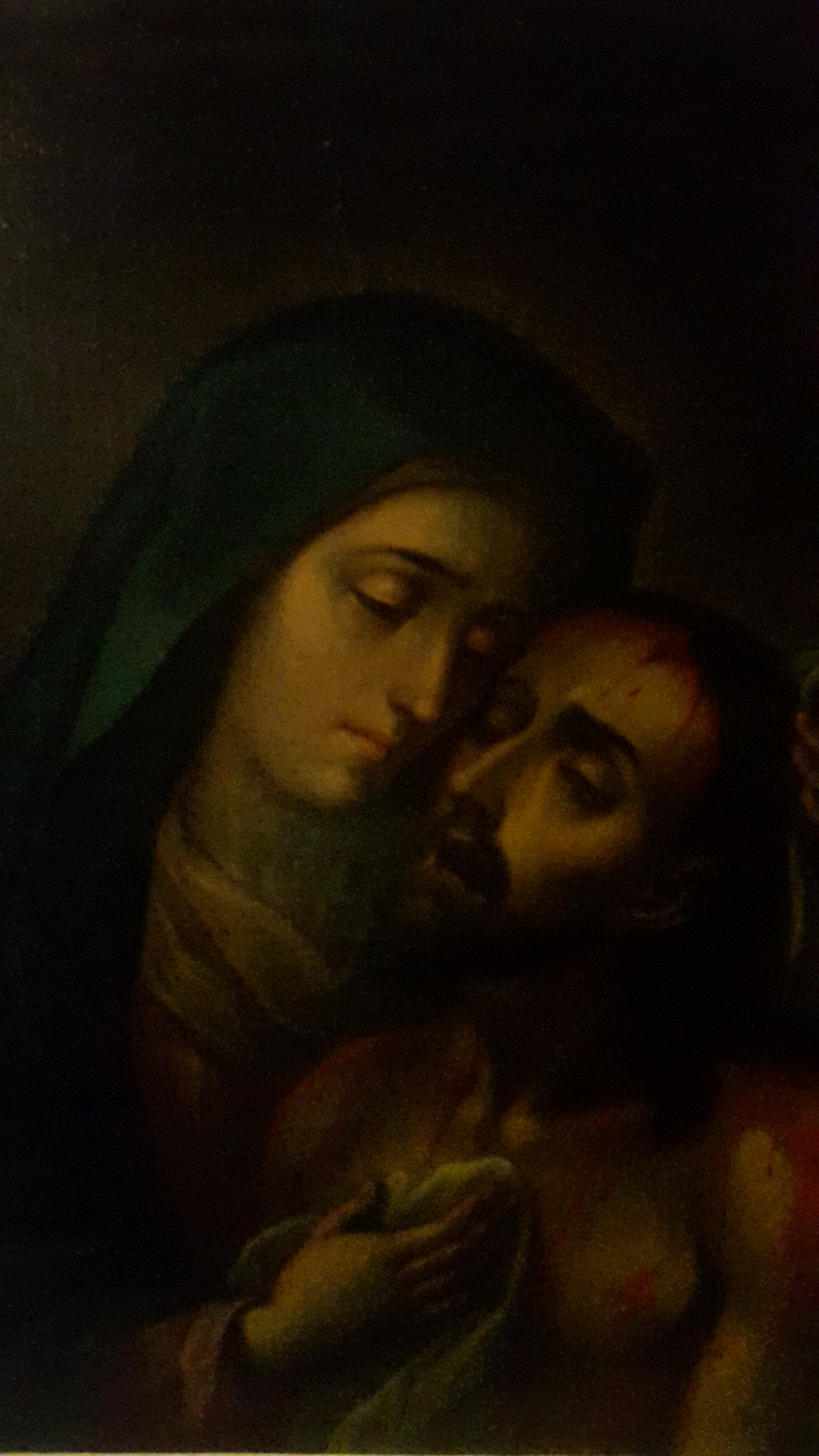
La Piedad de Luis de Morales, conservada en el Museo de Arte Religioso de Orosi, Cartago. Siglo XVIII.
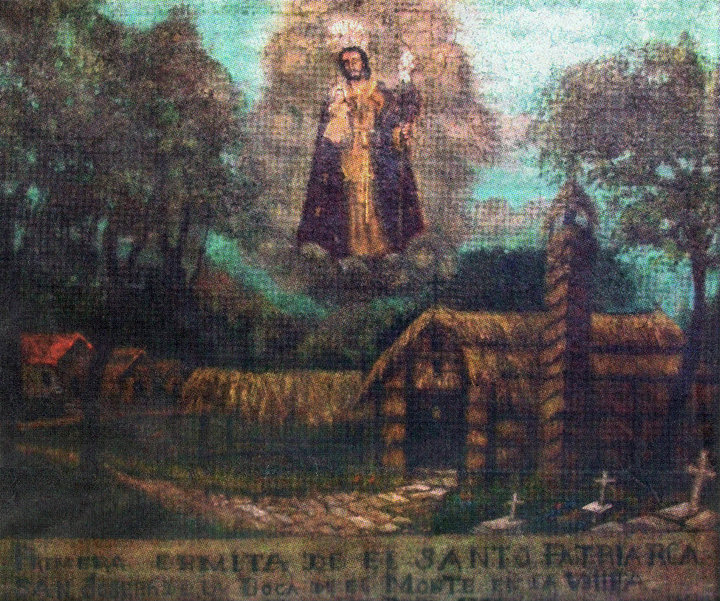
Pintura de 1800 que representa la fundación de la Villa Nueva de la Boca del Monte, actual ciudad de San José, capital de Costa Rica. Es la imagen más antigua que se conoce de esta ciudad.
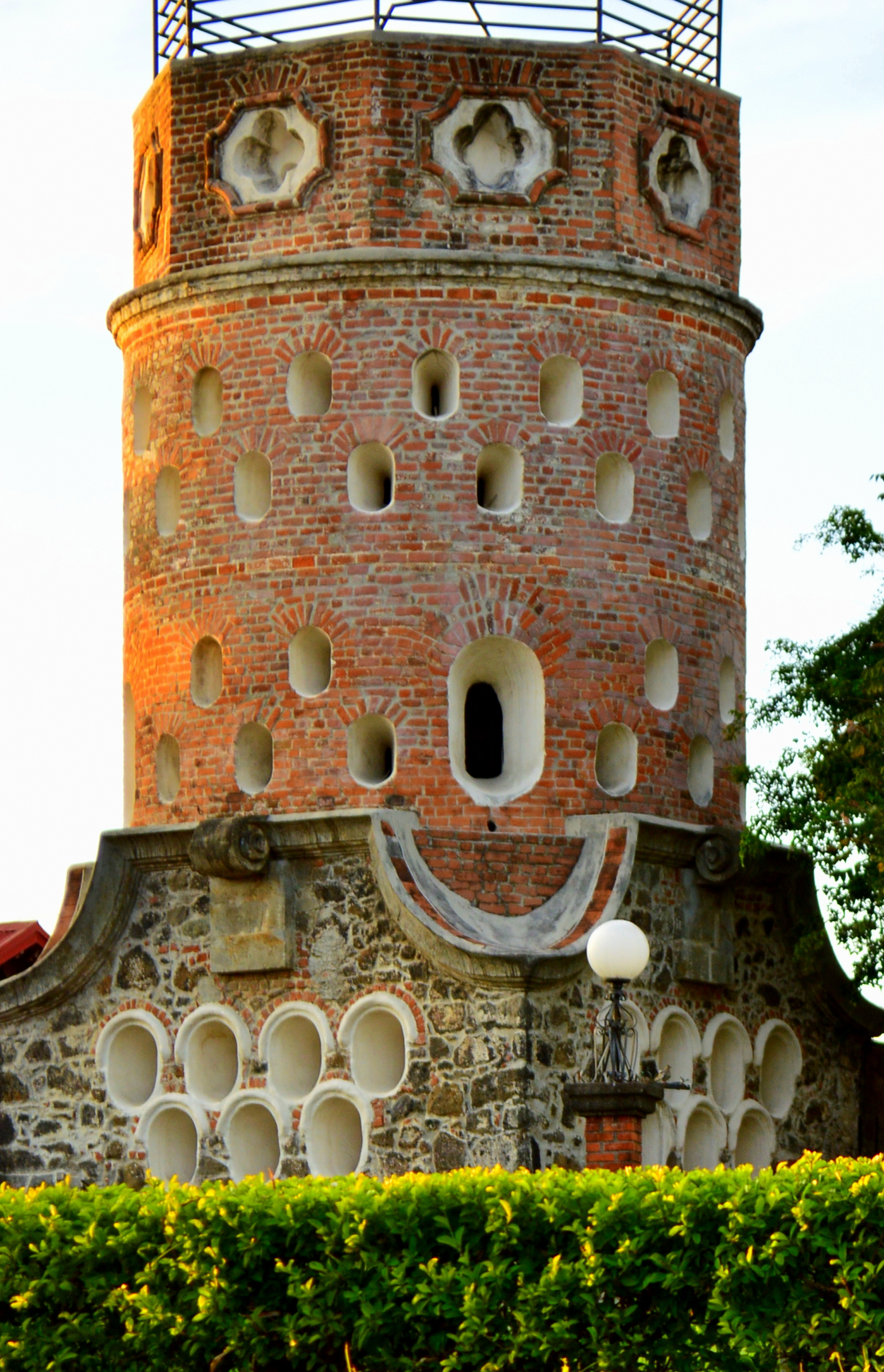
El Fortín de Heredia (1876), de Fadrique Gutiérrez (1844-1897).

### Tradición académica

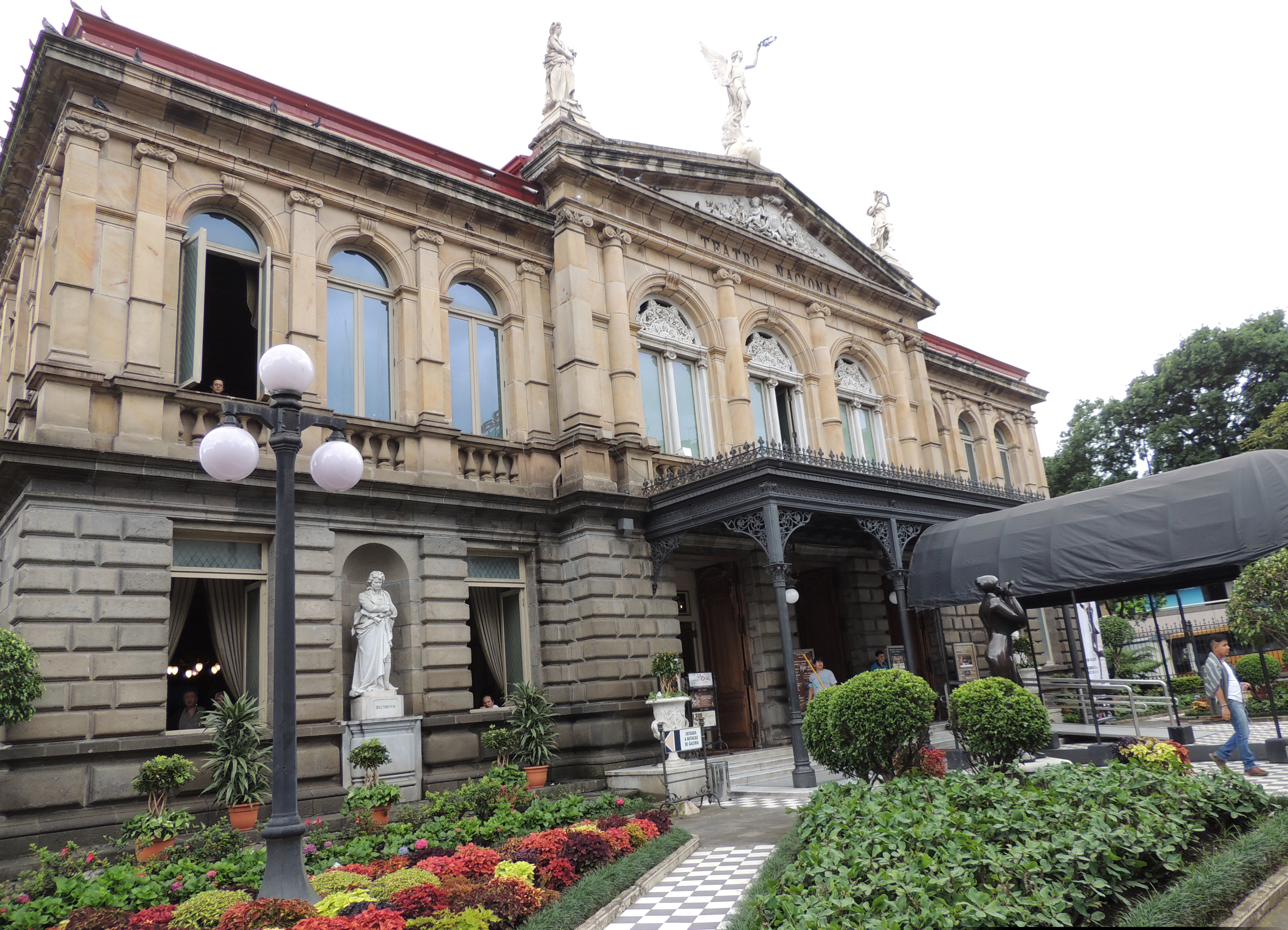
Teatro Nacional (1897).

El impulso al arte costarricense se va a dar a finales del siglo XIX con la consolidación del Estado liberal y el establecimiento de leyes de corte progresista y anticlerical, que va a llevar a la aparición de un arte solemne, inspirado en la tradición académica clásica. Se dio una exaltación de la historia patria como parte del modelo liberal, en busca de la formación de una identidad nacional. Esta política liberal de Costa Rica dio paso a una estética de honda influencia europea.
En la arquitectura, hubo un predominio del estilo neoclásico, producido desde la década de 1850 y hasta 1920: Palacio Nacional, Teatro Mora, Hospital San Juan de Dios, cuartel de Alajuela, colegio Nuestra Señora de Sion, colegio San Luis Gonzaga, colegio Superior de Señoritas, Edificio Metálico, estación de ferrocarril al Atlántico, Edificio de Correos y Telégrafos, Teatro Melico Salazar. La obra arquitectónica más relevante del periodo es el Teatro Nacional (Reitz, Velázquez, Chavarría, Matamoros; 1897), relevante en su aspecto escultórico y con influencia neorrenacentista. Como respuesta a la arquitectura neoclásica del Estado, de inspiración grecorromana y mediterránea, la iglesia católica adopta el estilo neogótico, nórdico y medieval (iglesia de La Merced en San José, templo de La Merced en Grecia, iglesia de San Rafael de Heredia), de la mano de obispos de origen alemán como Bernardo Augusto Thiel. Hacia el final del siglo XIX, la inmigración introduce los estilos victoriano (casas de Barrio Amón, Primera Iglesia Bautista de Limón), art nouveau y modernista (Edificio Steinvorth).

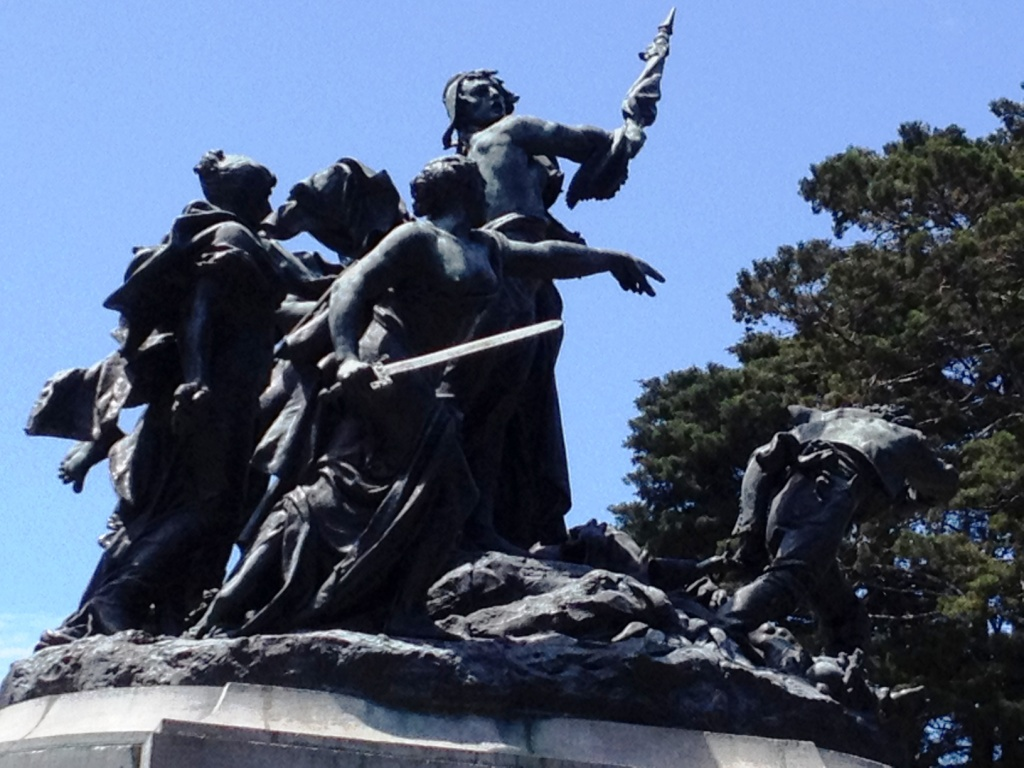
Monumento Nacional (1895).

Desde mediados de la década de 1880, se hacen planes para la erección de monumentos dedicados a la Campaña Nacional de 1856-1857: estatua de Juan Santamaría (Aristide Croisy, 1891), Monumento Nacional de Costa Rica (Louis Carrier Beleuse, 1895), elaborados por escultores franceses. Para la pintura y la escultórica del Teatro Nacional, se prefiere el servicio de artistas italianos: el inmueble es decorado por obras de estilo barroco a cargo de Aleardo Villa, Adriático Foli y Pietro Bulgarelli, así como el español Tomás Povedano. La escultura, que había iniciado su paso hacia el arte laico principalmente con Fadrique Gutiérrez, fue usada como parte integral de la arquitectura, con el propósito de dar una fisonomía de capital y ciudad próspera a San José, contraria a la apariencia de aldea. Los primeros escultores nacionales, Juan Ramón Bonilla (1882-1944) y Juan Rafael Chacón (1894-1982), educados en Europa, seguirán esta corriente de arte académico. La inauguración del Teatro Nacional significó el surgimiento de un arte hedonista, dirigido a un pequeño mundo selecto de comerciantes y cafetaleros que conformaban la élite nacional. A la vez, fue punto vital de referencia para los incipientes artistas nacionales. Con Povedano se inaugura la primera Escuela de Bellas Artes, que dio un importante impulso al arte costarricense. El factor económico favorable de la época permitió un desarrollo propicio del arte nacional, dirigido especialmente al fomento de obras de carácter público con exaltación del espíritu nacionalista.

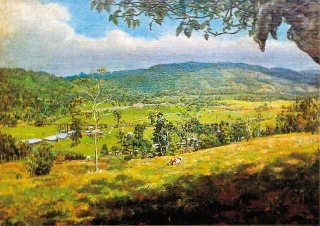
Paisaje de Turrialba (1912), por Emilio Span.

En la pintura, los géneros del retrato y el paisaje fueron la constante. Predominó la producción de retratos pictóricos oficiales elaborados por artistas extranjeros: Tomás Povedano, Santiago Páramo, Henry Etheridge, Emil Span y Aquiles Bigot. Los primeros pintores costarricenses que estudian en el exterior seguirán la tradición pictórica flamenca, sobre todo en el retratismo: Enrique Echandi (1866-1959), José Francisco Salazar (1892-1968), Gonzalo Morales Alvarado (1905-1986). El retrato alcanza a principios del siglo XX una asombrosa profundidad, con una aproximación a la expresión del individuo. Las dimensiones de las pinturas nacionales fueron de tamaño modesto y tratando temas sobrios, fuera de contextos dramáticos o espectaculares. El paisajismo trató temas acordes a la realidad aún rural y con vida sencilla y austera. El paisaje nacional fue captado con rigurosa meticulosidad científica, representando escenas propias del campo: el trapiche, la paila, el beneficio de café, la flora nacional, la casa de campo, especialmente por artistas como Emilio Span y Ezequiel Jiménez Rojas (1869-1957). Con una tendencia hacia el manierismo, con rasgos locales, se dio una imagen idealizada, folclórica y romántica del campesino y la vida rural, que irá en concordancia con el género costumbrista predominante en la literatura costarricense de la época.

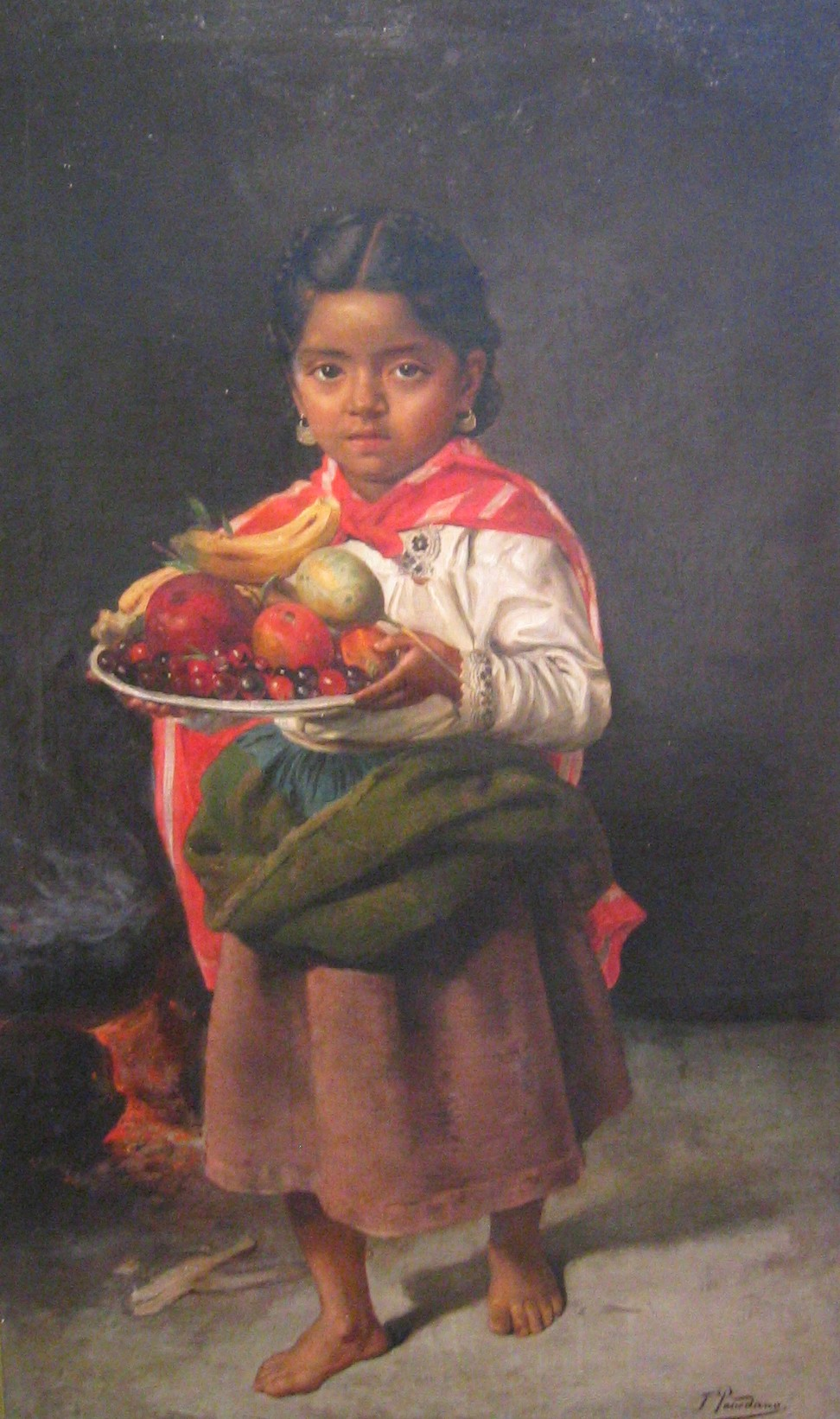
Niña (sin fecha), por Tomás Povedano.
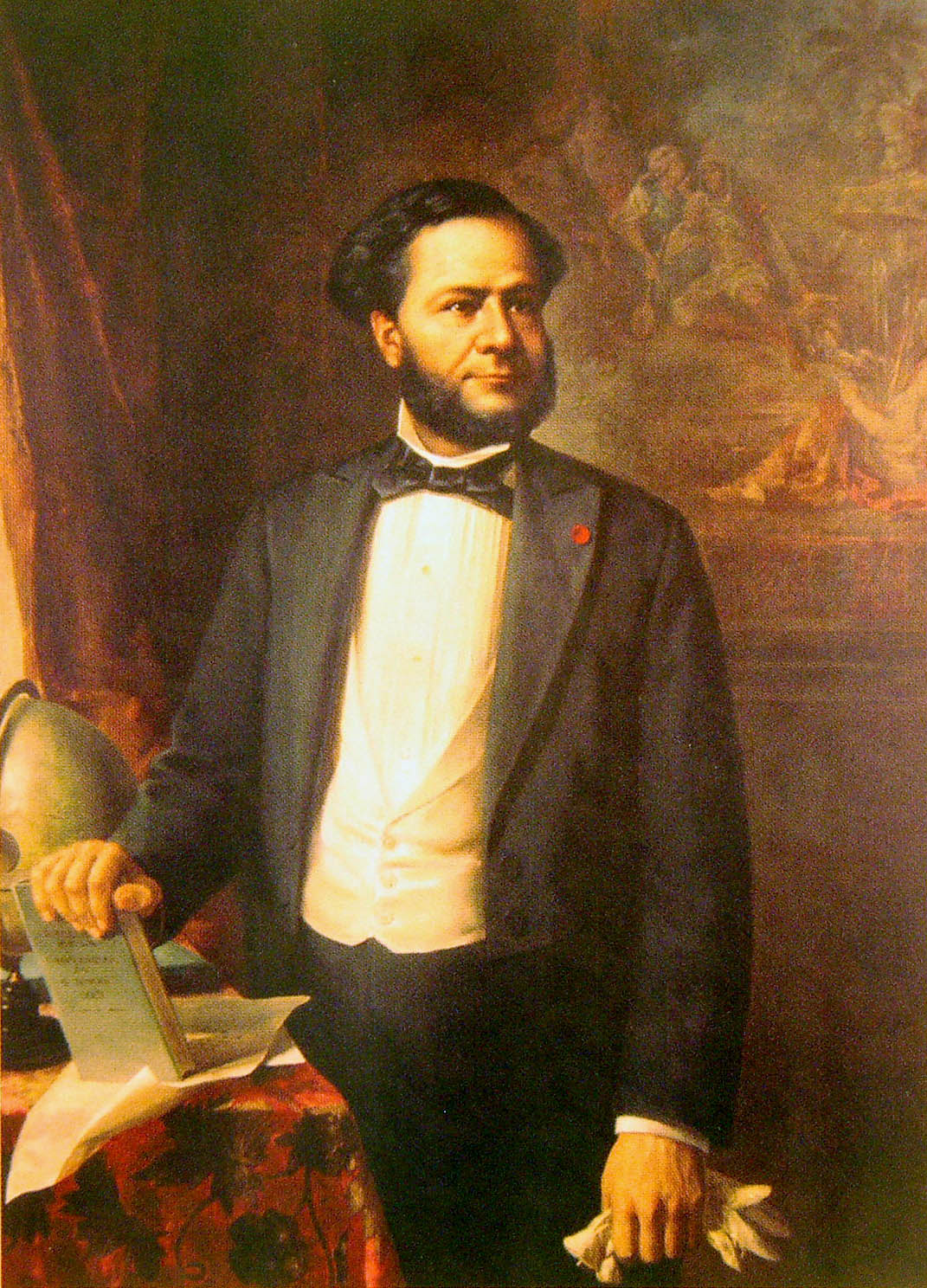
Retrato del presidente José María Castro Madriz, por Tomás Povedano.
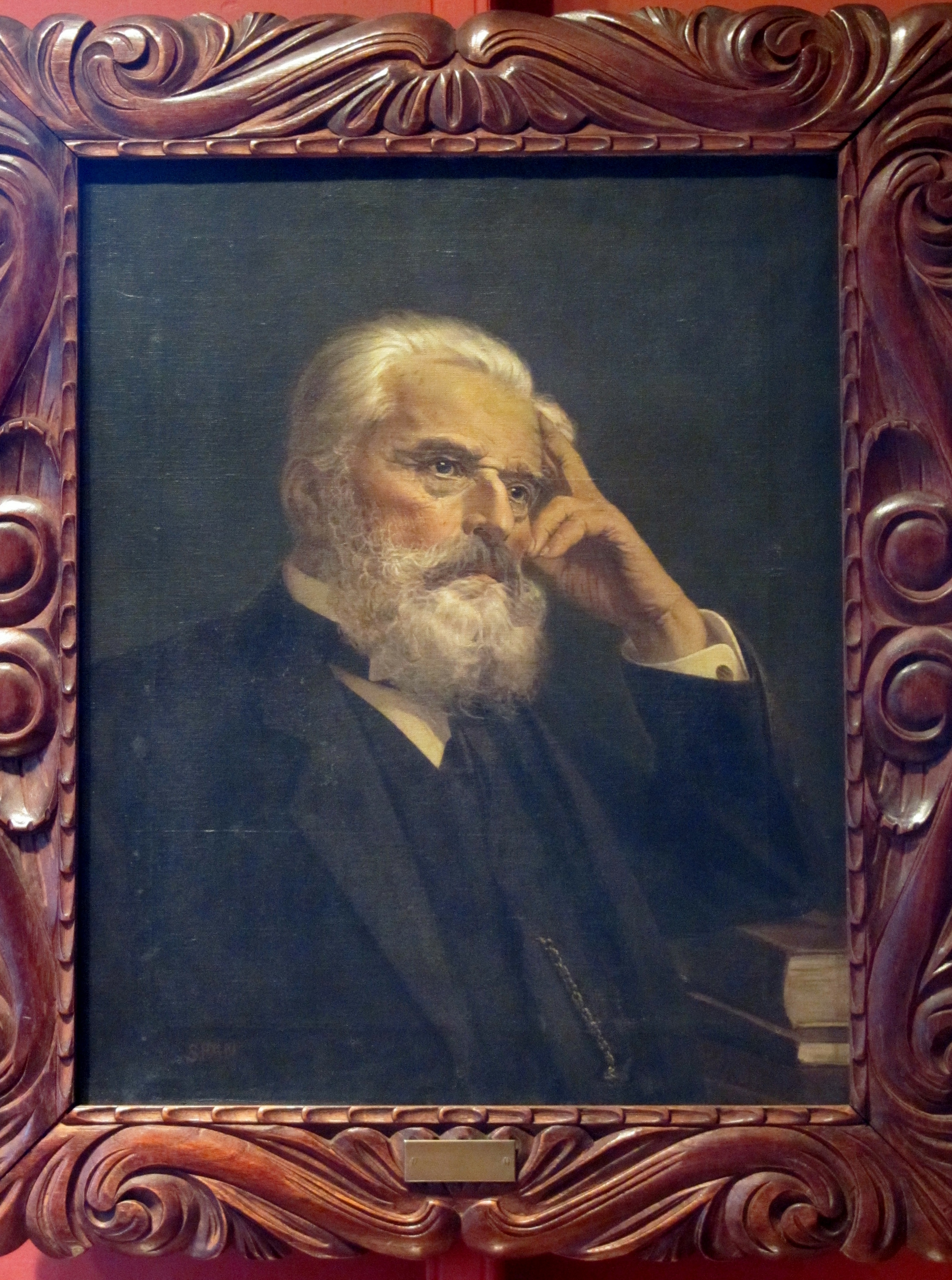
Retrato del presidente José Joaquín Rodríguez Zeledón, por Emil Span.
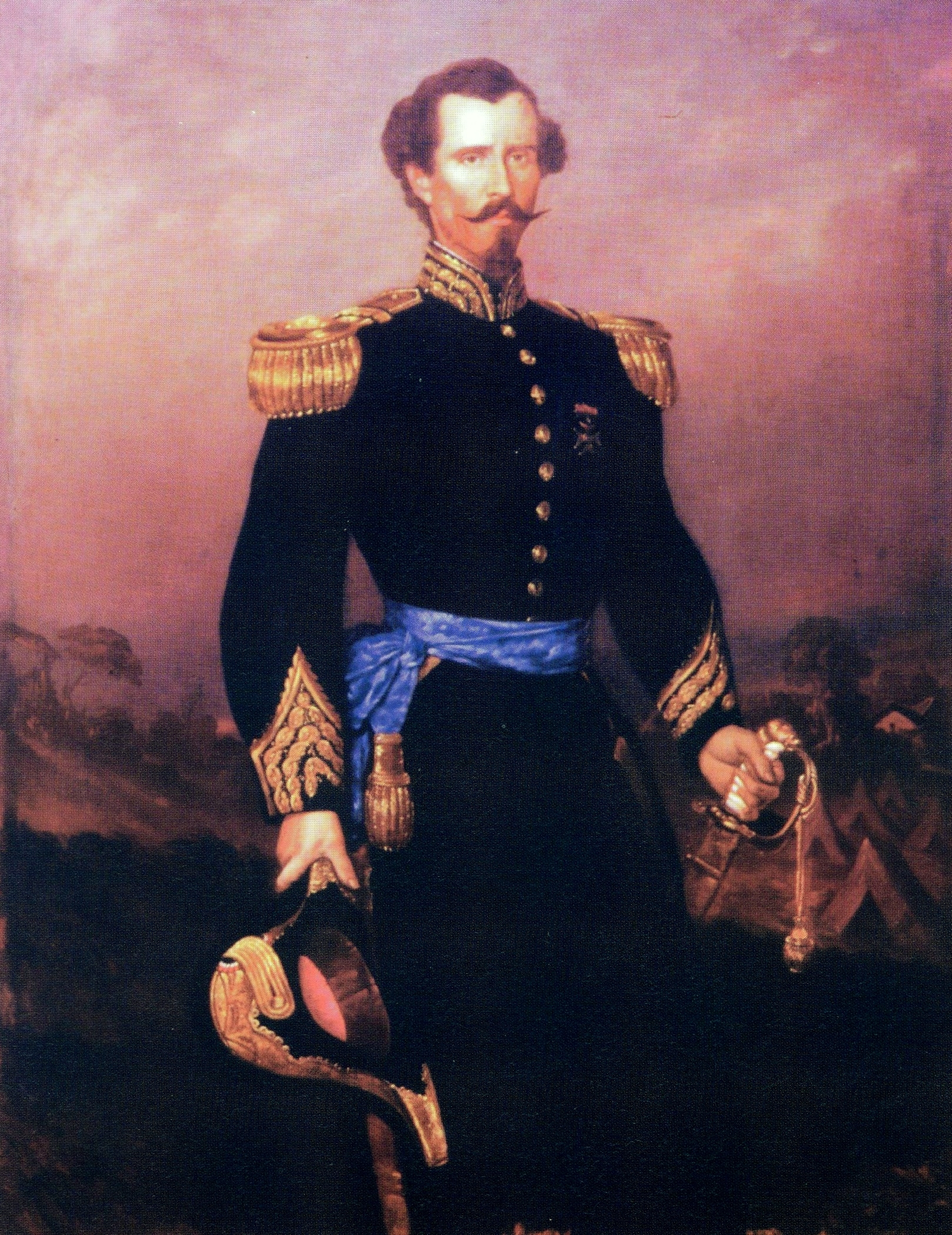
Retrato del General Máximo Blanco, por Aquiles Bigot.
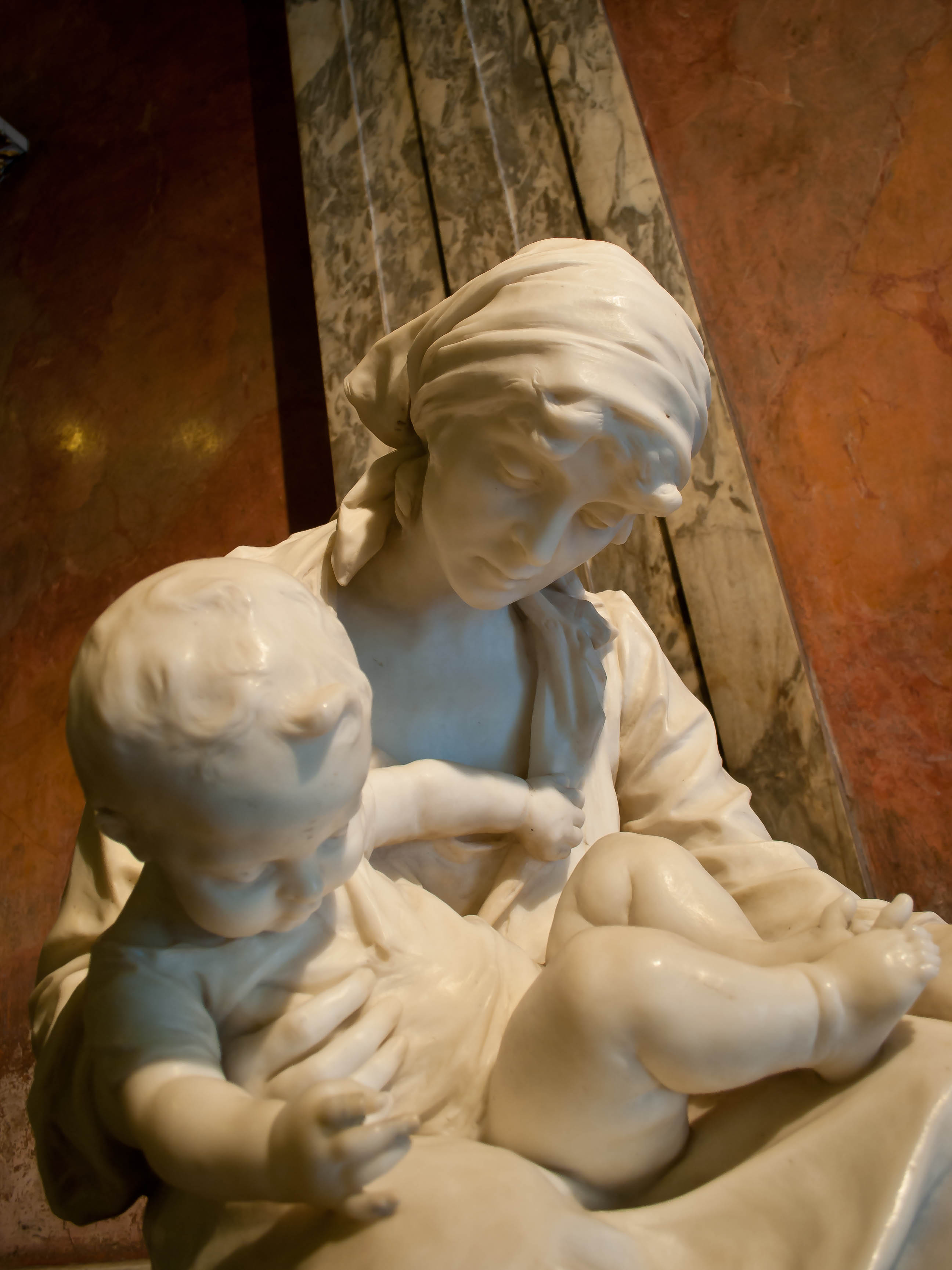
Los héroes de la miseria, por Juan Ramón Bonilla.
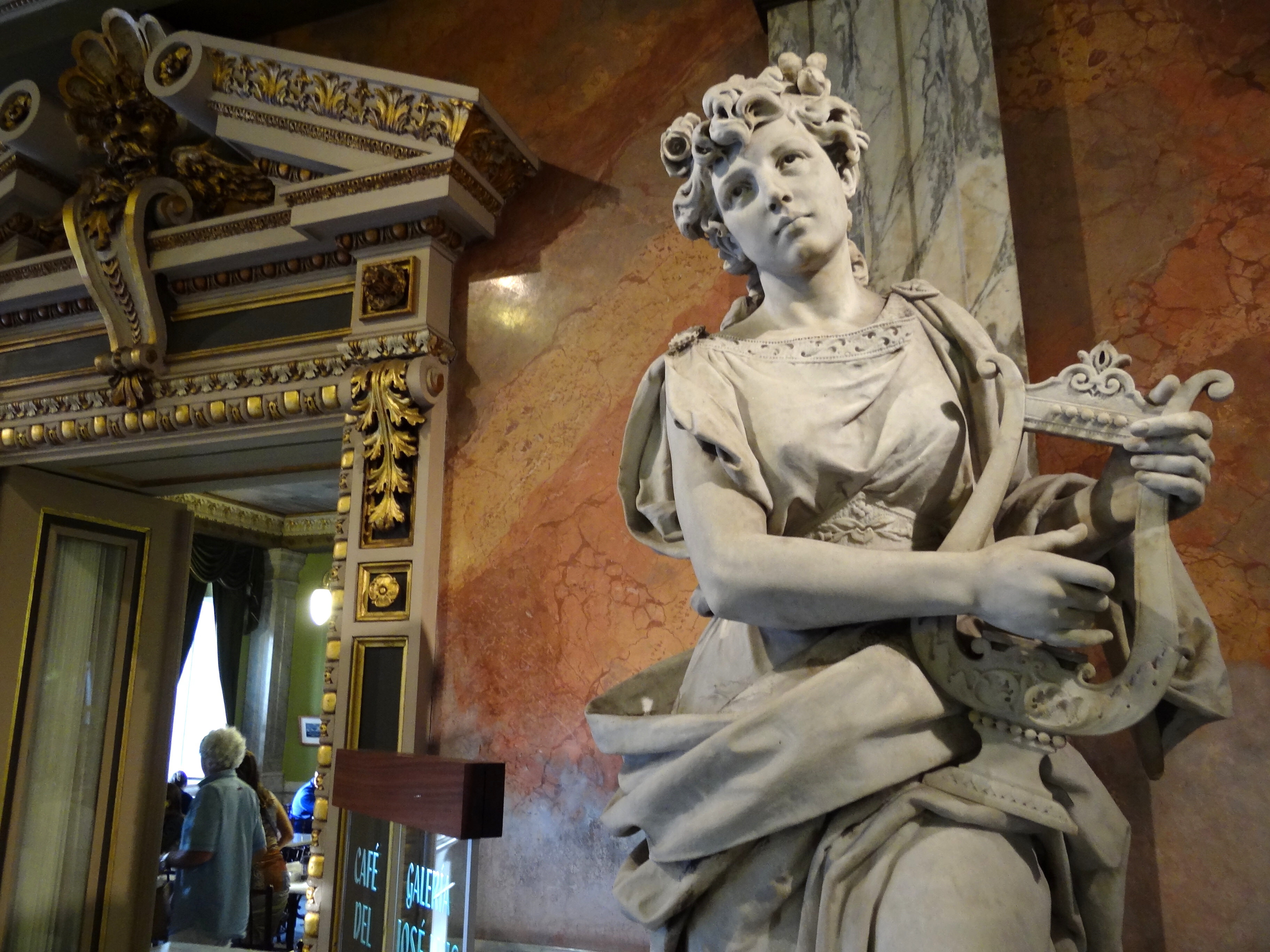
La música, por Adriático Foli.
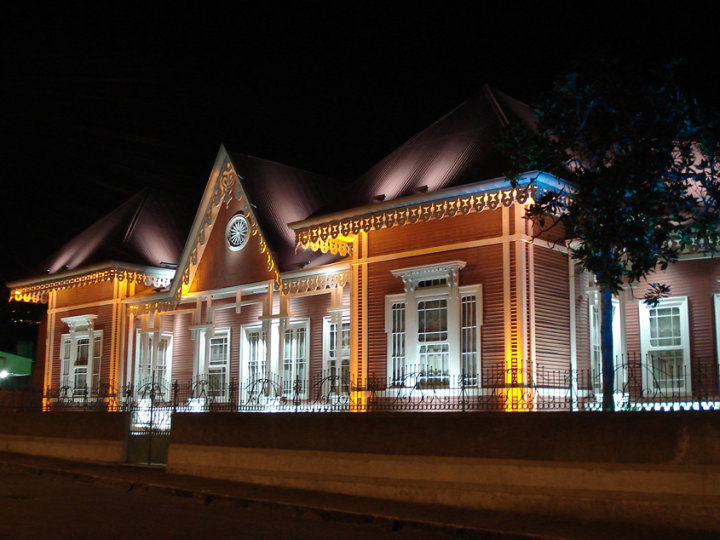
Casa Jiménez Sancho, representativa de la arquitectura victoriana.

### Nueva Sensibilidad
En 1928, por iniciativa del embajador de Argentina en Costa Rica, Enrique Loudet, el Diario de Costa Rica organizó una serie de exposiciones de artes plásticas en el Teatro Nacional, las cuales se extendieron hasta 1937. Estas exposiciones propiciaron el encuentro entre el arte académico de la Escuela de Bellas Artes y un grupo de nuevos artistas conocido como la Nueva Sensibilidad. Esta es una de las épocas de mayor apogeo del arte costarricense. Frente al arte académico de tradición europea, la Nueva Sensibilidad se dio a la tarea de recuperar el pasado autóctono, tomando como base las vanguardias artísticas que recorrían el continente americano en esa época. Se identificaban con la historia prehispánica, pero buscando nuevas formas estéticas.

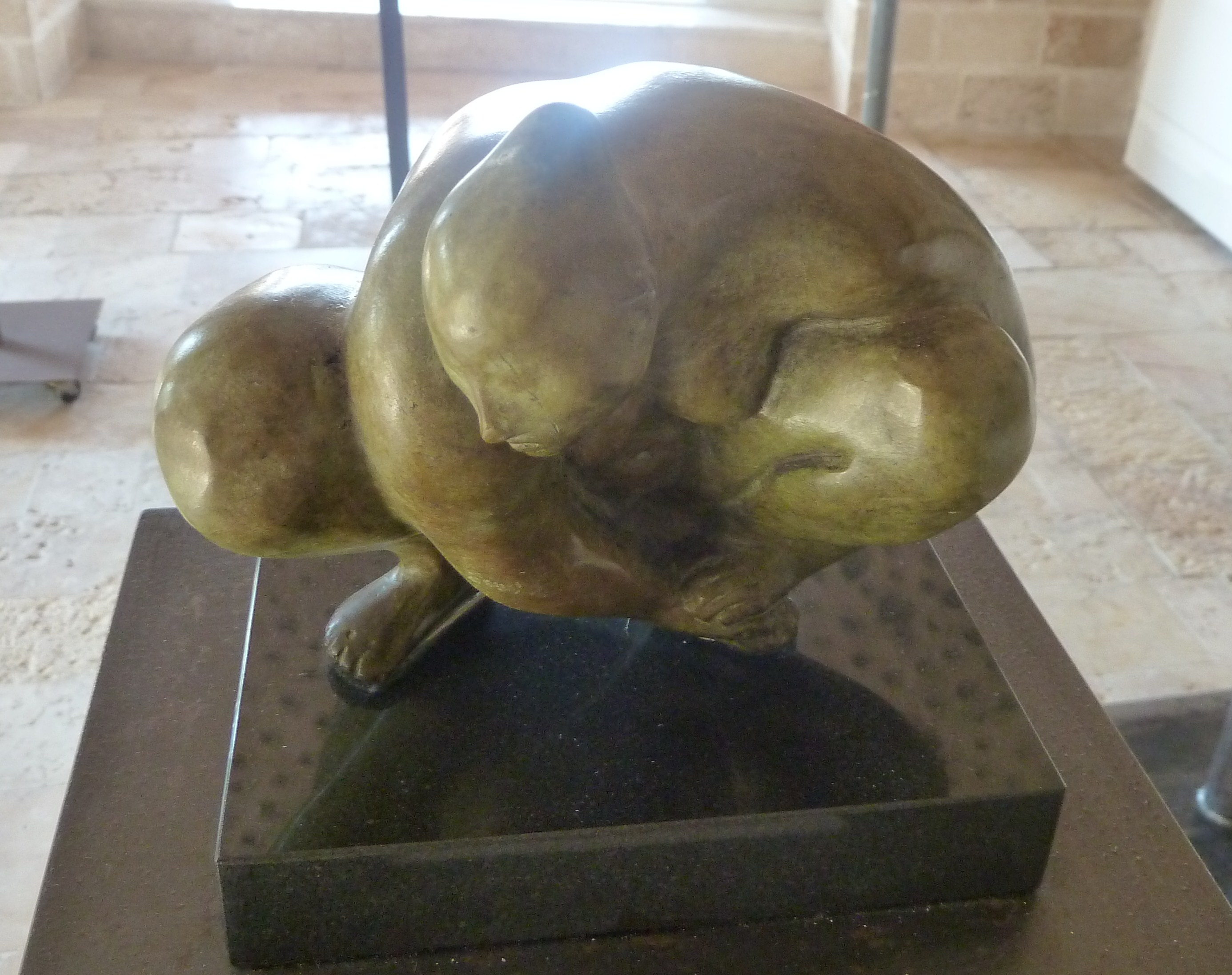
La escultura del periodo privilegia el tema indígena, la mujer y el concepto esferoide.

La Nueva Sensibilidad estaba conformada por artistas plásticos como Teodorico Quirós (1897-1975), Fausto Pacheco (1899-1966), Luisa González de Sáenz (1899-1982), Carlos Salazar Herrera (1906-1980), Francisco Amighetti (1907-1988), Manuel de la Cruz González (1909-1986) y Francisco Zúñiga (1912-1988), entre otros. En la pintura, desarrollaron un estilo impresionista criollo, plasmando el paisaje rural de Costa Rica con el dominio de un tema central: la casa de adobes. Los paisajes se pintaron con colores puros donde la luminosidad juega un papel muy importante, reflejando el apacible ambiente rural del país con sus montañas, árboles y casas coloniales, pintado de forma idílica y bucólica, siempre verde, siempre soleado, y con el denominador común de que muy pocas veces se representaron a sus habitantes. Estos pintores desarrollaron interés por la mancha, el empaste y la pincelada más que por el detalle, en donde el tratamiento del color reflejaba los efectos de la luz en el paisaje. De este grupo surgirá, en la década de 1940, toda una escuela paisajística con fuerte énfasis en la acuarela, técnica que creará escuela en el país por su idoneidad para el trabajo al aire libre donde las obras se volverán técnicamente más simples y con reducción de la paleta a colores primarios y algunos tonos secundarios. En la acuarela, destacan las obras de Margarita Bertheau (1913-1975), Luis Daell (1927-1998) y Flora Luján (1915-1979). Más tarde, a partir de mediados de la década de 1940, aparece una pintura más de estilo personal, surgida de emociones propias, abriéndose a imágenes surrealistas, a una pintura de tipo intimista y expresionista. El retrato continúa estando presente aportando valiosas obras, estableciendo un puente entre el academicismo y la contemporaneidad.

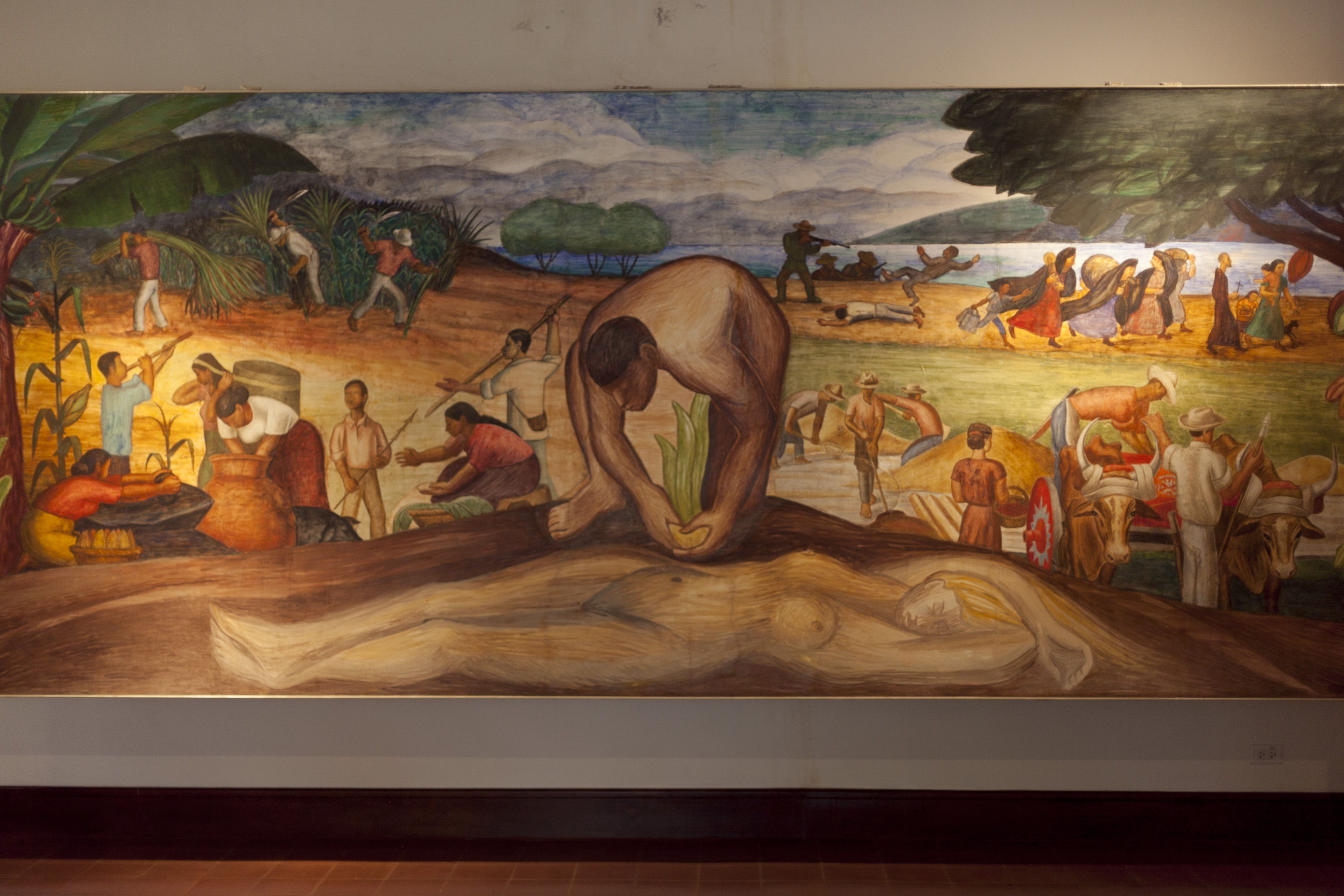
En la década de 1940 aparece el mural como forma de expresión.

Los escultores de la Nueva Sensibilidad, surgidos casi todos del taller de imaginería de Manuel María Zúñiga, usaron el legado precolombino e imaginero colonial como fuente de sus búsquedas estéticas e intelectuales. Prefirieron los materiales autóctonos, la talla directa en madera y en piedra volcánica, en lugar del modelado en barro, el mármol y el bronce, privilegiados de la escuela clásica. Se retoman algunos temas en conjunción con el pasado prehispánico, como el concepto esferoide representado en las esferas de piedra precolombinas, así como la animalística. La mujer, la maternidad, lo campesino, lo social, también fueron temas de importancia. Destacan entre estos escultores Juan Rafael Chacón (1894-1982), que firma la transición de lo académico a lo vanguardista, Néstor Zeledón Varela (1903-2000), Juan Manuel Sánchez (1907-1990) y Francisco Zúñiga (1912-1998), este último afincado luego en México, donde su obra escultórica alcanzará trascendencia histórica e internacional. A partir de la década de 1940, surge una temática centrada en el retrato, para el cual se funden dos tradiciones: la imaginería y la academia. Un tercer tema será la temática pagana vinculada lo hedonista y erótico.
Este grupo de artistas también incursionará en el grabado en madera casi de forma autodidacta. Se explorarán las vivencias personales, la niñez, lo vernáculo y campesino, la recuperación de la memoria, la vejez y la preocupación por la muerte. La mayoría de la obra xilográfica de artistas como Francisco Zúñiga, Francisco Amighetti, Teodorico Quirós, Carlos Salazar Herrera, Gilbert Laporte, Manuel de la Cruz González y Adolfo Sáenz se reunirá en el Álbum de Grabados de 1934.
En la década de 1940 resulta determinante el aporte de Max Jiménez (1900-1947), artista cosmopolita, pintor, escultor y escritor, cuya obra servirá de puente inmediato entre el arte contemporáneo de la época y el arte del mundo exterior, estableciendo un vínculo con las vanguardias en boga en Europa y Latinoamérica. Jiménez introduce la temática de "lo negro", "lo africano", como un vínculo con "lo latinoamericano", temática ausente en el arte nacional hasta el momento. La obra de Jiménez pone en contacto al artista nacional del Valle Central con el trópico caribeño y la mujer negra con formas descomunales, dando un valor fundamental a la línea con una tendencia hacia la estilización y lo abstracto tanto en sus pinturas como en la escultura.

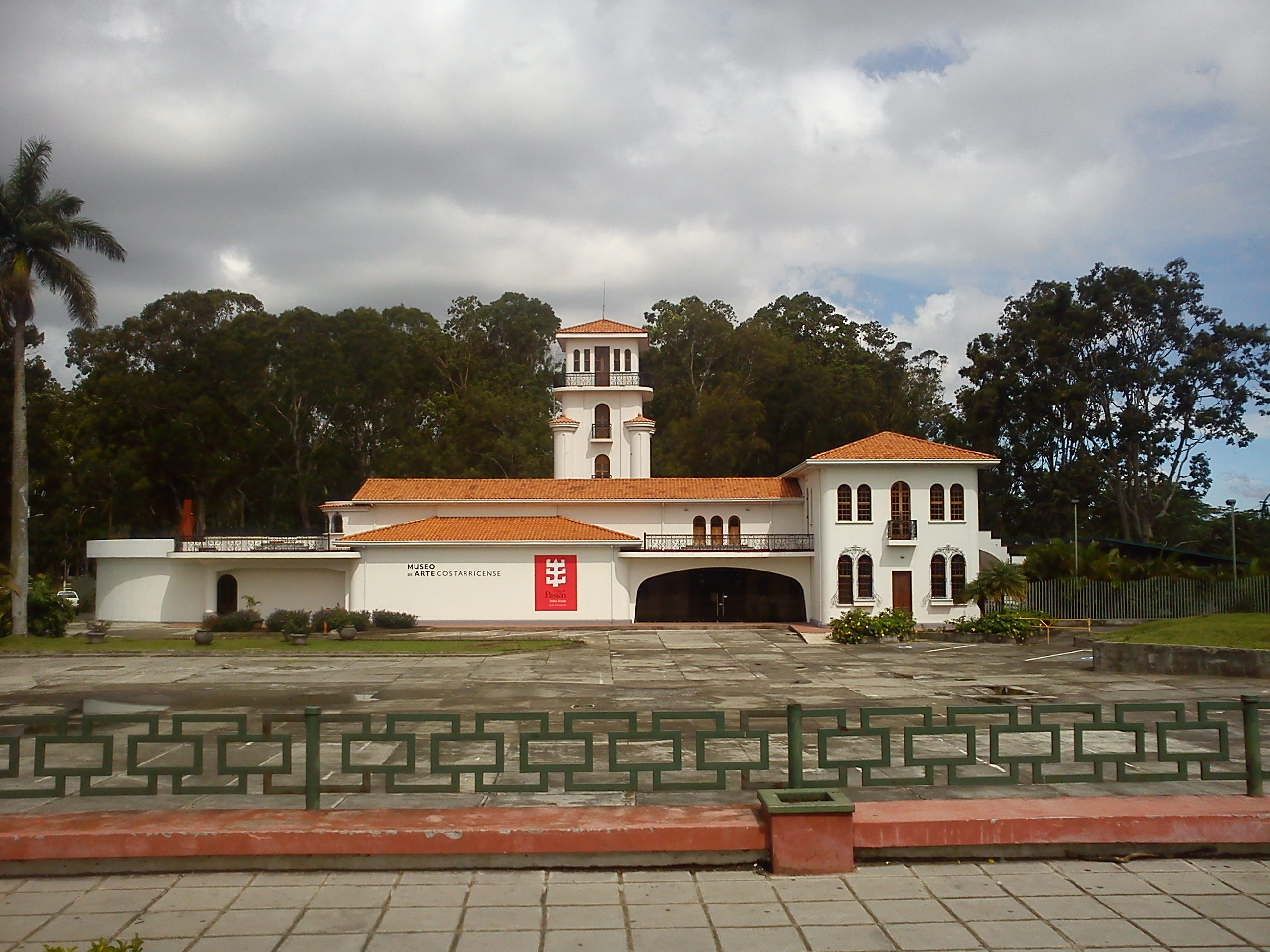
La arquitectura neocolonial estuvo en conjunción con las vanguardias latinoamericanas de la época.

La década de 1950 también será la de la aparición del muralismo, en la que tendrán especial participación Francisco Amighetti, Margarita Bertheau, Manuel de la Cruz González y Luis Daell. Aunque influenciada por el muralismo mexicano, la temática de los frescos costarricenses será muy variada y ajustada a la realidad nacional: lo indígena, lo agrícola, la lucha social, la mujer, la maternidad, la historia nacional, sobre todo con el triunfo revolucionario en la reciente Guerra Civil de 1948, así como cierta tendencia hacia el abstraccionismo. El mural estará vinculado especialmente al desarrollo de la infraestructura nacional, plasmándose en edificios públicos y gubernamentales.
La obra arquitectónica va a incursionar en variados estilos: destacarán versiones criollas de la arquitectura neocolonial, plasmada tanto en casas de los barrios josefinos como González Lahmann, Amón, Paseo Colón y Escalante, como en edificios gubernamentales de importancia, como la Casa Amarilla, el Aeropuerto El Coco, y la Legación de México. En el caso de la iglesia, el estilo neogótico seguirá vigente en la Parroquia San Isidro Labrador, obra de Teodorico Quirós, pero también se explorará el estilo neocolonial, como en el caso de la iglesia de San Rafael de Escazú, del mismo arquitecto, así como en los templos católicos de Sarchí y Zarcero. El art decó hará su incursión sobre todo con la construcción de Barrio México, reflejado en sus casas y en sitios como el Cine Líbano y la Botica Solera.

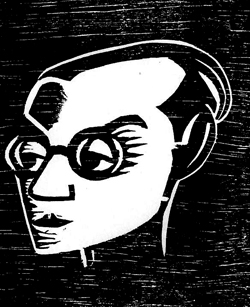
Grabado de Rómulo Betancourt, por Francisco Amighetti.
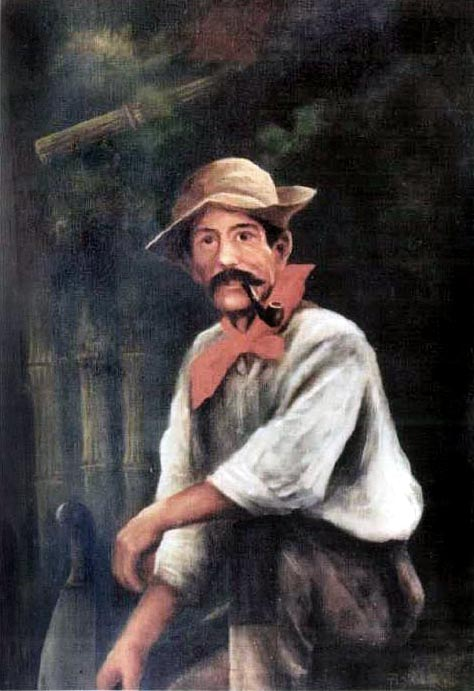
Trabajador, por Antolín Chinchilla.
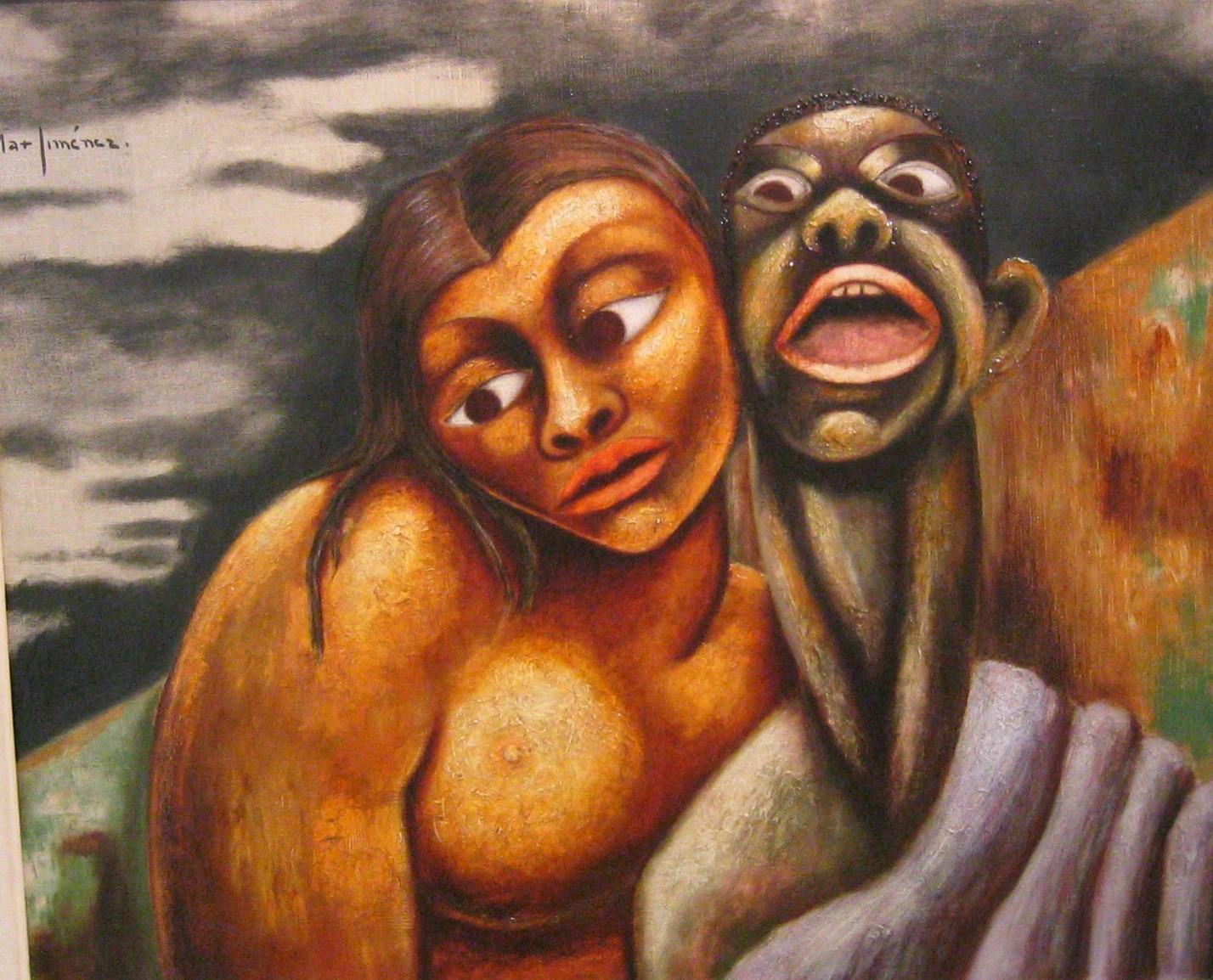
Desesperanza, por Max Jiménez.

### Arte abstracto

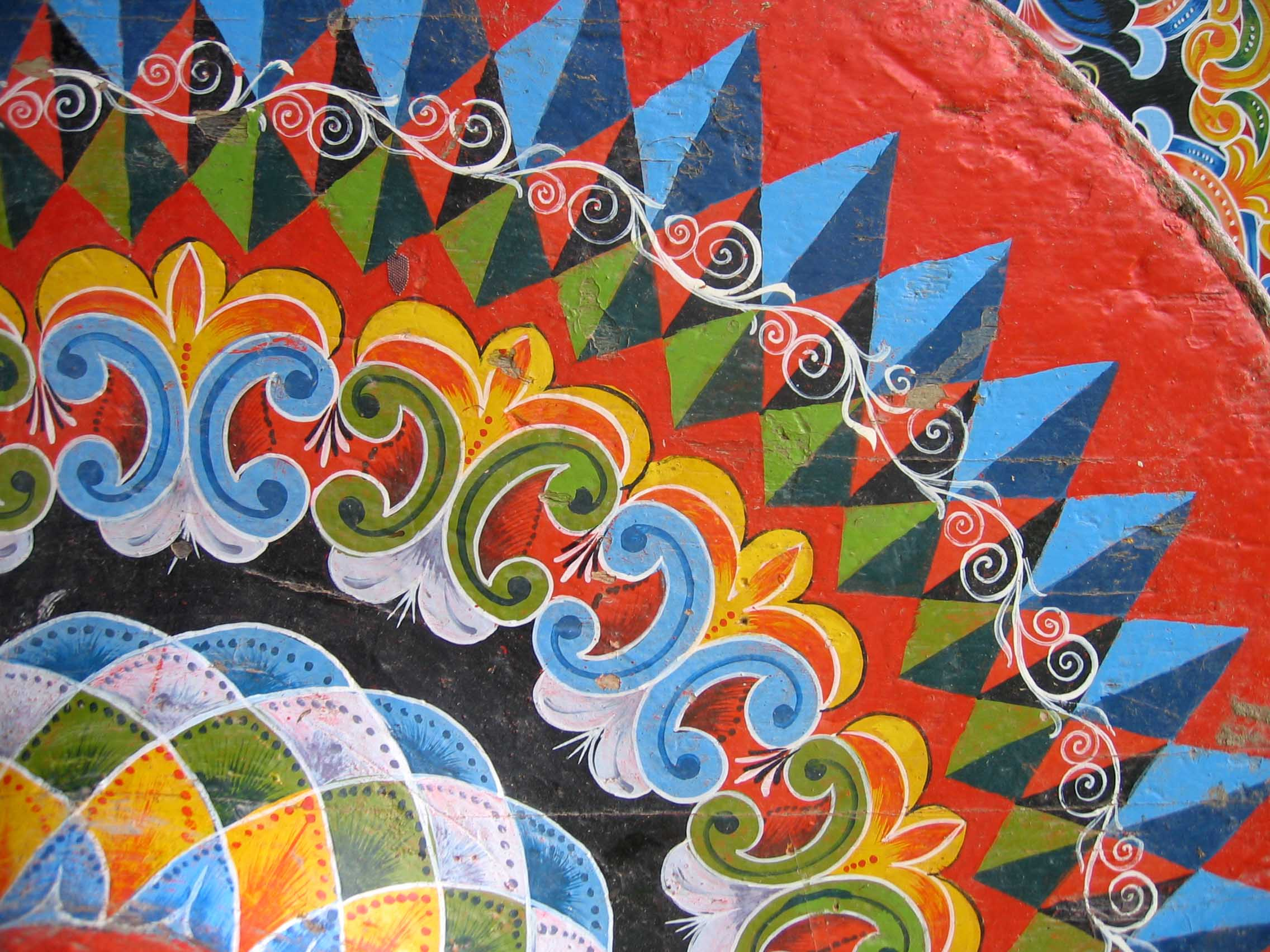
Rueda de carreta típica con motivos abstractos y geométricos.

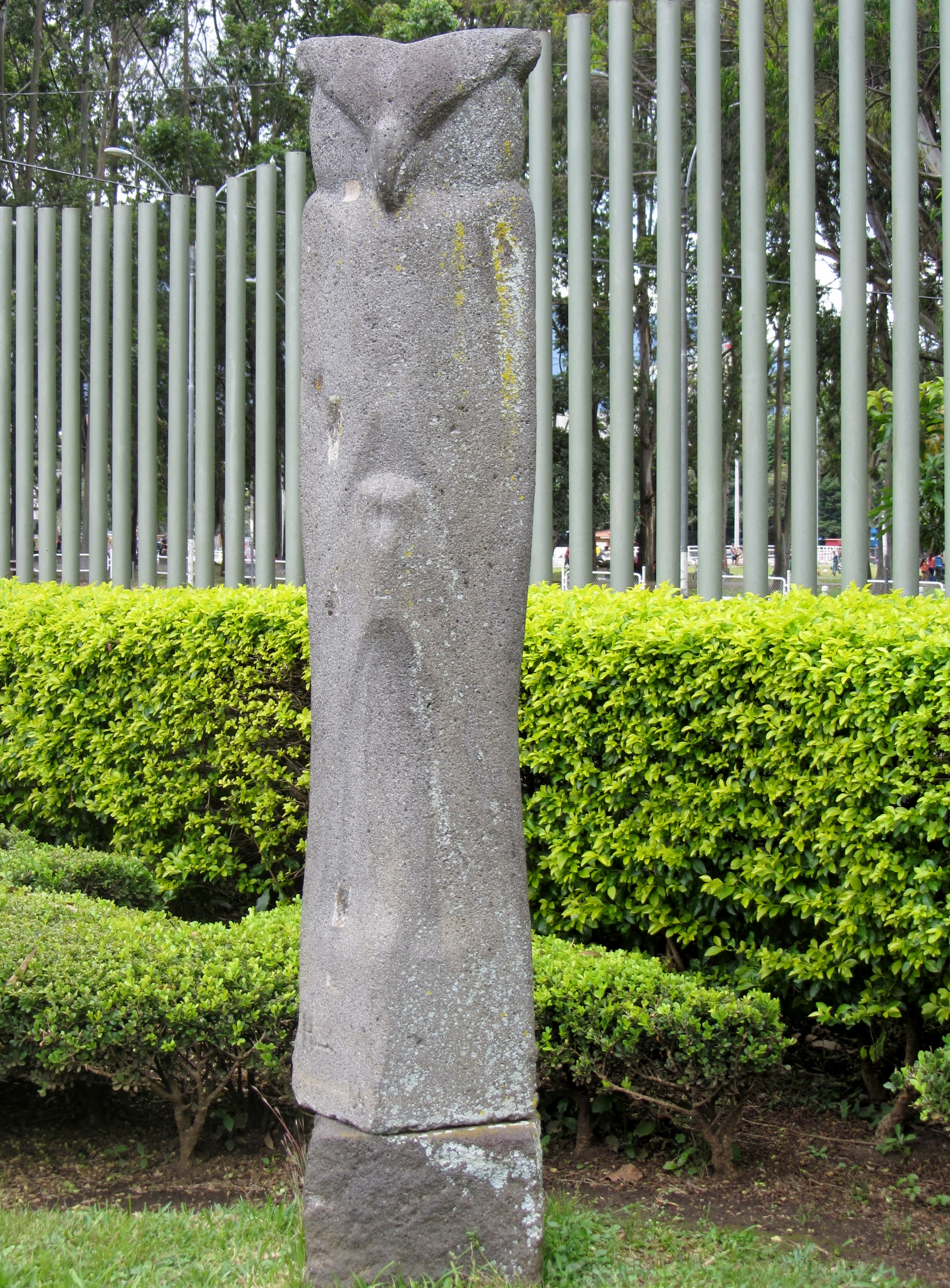
La escultura de este periodo es de características monolíticas.

Hasta 1960, el arte costarricense se había desarrollado al margen de las vanguardias surgidas luego de la Segunda Guerra Mundial, siendo un arte esencialmente local y apegado a la tradición surgida en la década de 1930. Los temas son claro y se tratan de forma sencilla. La pintura es básicamente descriptiva y habla de hechos cotidianos. Con la excepción de Max Jiménez, todos los artistas tienen formación autodidacta, lo que va a cambiar en esta década con el surgimiento de una generación formada en el extranjero, gracias al ofrecimiento de becas por parte del Estado.
La punta de lanza de esta generación es Rafael Ángel García (1928), pintor y arquitecto formado en Inglaterra. En 1958, junto a Manuel de la Cruz González y Lola Fernández, realiza una exposición al aire libre en el Parque Central de San José, con obras pictóricas de fuerte acento abstracto-geométrico, constructivista, informalista y expresionista abstracto. En 1961, se organiza el Grupo Ocho, conformado por seis pintores - García, de la Cruz, Harold Fonseca (1920-2000), Guillermo Jiménez Sáenz (1922-1988), César Valverde Vega (1928-1998), Luis Daell (1927-1998) - y dos escultores - Néstor Zeledón Guzmán (1933) y Hernán González Gutiérrez (1918-1987). El Grupo Ocho organizó una serie de exposiciones al aire libre en la que el público costarricense tuvo por primera vez contacto con las manifestaciones plásticas del abstraccionismo, mostrándose obras que se encontraban dentro de la no figuración o utilizaban técnicas nuevas como el collage de materiales de desecho y de papel, rellenos de madera y dripping. El Grupo Ocho tuvo que luchar contra la hostilidad del medio para formar un movimiento artístico, buscando renovar la situación del arte costarricense.
Estos artistas experimentan con diversas tendencias que van del expresionismo abstracto al abstraccionismo lírico, pasando por el espacialismo, la pintura de acción y otros. El tema central de la pintura será el paisaje urbano marginal, dominado por el elemento arquitectónico del tugurio, visto desde la óptica de lo estético más que como un elemento de interés social. Se desarrolla también una obra abstracto-geométrica en la que se emplea la técnica de la laca, se recuperan elementos de diseño prehispánicos y se trabaja dentro de la simplificación cercana al cubismo. El mural cobra importancia con de la Cruz, Fonseca y Valverde. La pintora Lola Fernández (1926) se convierte en la primera artista abstracta pionera hacia la equidad de géneros. El manifiesto del Grupo Ocho estimuló el nacimiento de la Dirección General de Artes y Letras (1963), predecesora del Ministerio de Cultura. El Estado pasó a convertirse en el principal promotor de la cultura del país. Por medio de la Dirección, algunos artistas tuvieron la oportunidad de estudiar mediante becas en el extranjero.
A partir de 1964-1967, los pintores darán un viraje hacia lo grotesco y lo onírico o surrealista, y posteriormente, aparecerán nuevas obras con personajes inspirados en la lectura de autores latinoamericanos del realismo mágico. Fuera del Grupo Ocho, otros artistas aportan al arte nacional de manera individual, aunque con conceptos dentro de la abstracción lírica, como Rafa Fernández (1935) y José Luis López (1941-1996). Surgieron otros grupos, como el Grupo Taller (1969-1970), encabezado por Manuel de la Cruz, y el Grupo Tótem (Antonio Arroyo, Carlos Barboza, Ricardo Morales y Adrián Valenciano), que buscó la promoción de las artes visuales fuera de la capital.
Aparece el grabado en metal, principalmente en zinc y cobre, con artistas como Juan Luis Rodríguez (1934) y Carlos Barboza (1943), que buscan la abstracción matérica o centrándose en el hombre en su condición de individuo anónimo, cautivo de su propia arquitectura. El dibujo cobra especial fuerza, ligado a la estética de lo grotesco, como en el caso de dibujantes como Carlos Poveda (1940). Se pasa también al plano de lo experimentan con materiales mixtos y se incorporan en la obra materiales ajenos a la pintura como arena, cordones o varillas de aluminio.
En el caso de los escultores, estos se adentran en la tradición animalista, pero con tendencia a la síntesis, a la obra monolítica y la sugerencia del tema, desprendiéndose del realismo de los escultores de la generación de 1930. Luego de la década de 1960, se toma un rumbo de contenido social, centrada en personajes de condiciones marginales. Esta obra descriptiva encontró continuidad en la década de 1980.
En el marco de la arquitectura, la segunda mitad del siglo XX, luego de la guerra civil, vio aparecer el estilo internacional, sobrio, rígido y esquemático, limpio y minimalista, al amparo del modelo de desarrollo socialdemócrata. Las nuevas edificaciones utilizaron un lenguaje racional e internacional del movimiento moderno de la arquitectura y se convirtieron en emblemas del nuevo modelo de Estado, como los edificios del Banco Central de Costa Rica, el Banco Nacional de Costa Rica y el Instituto Nacional de Seguros. Una de las pocas excepciones es el edificio anexo de la Caja Costarricense del Seguro Social, al que se ha considerado representante del brutalismo.

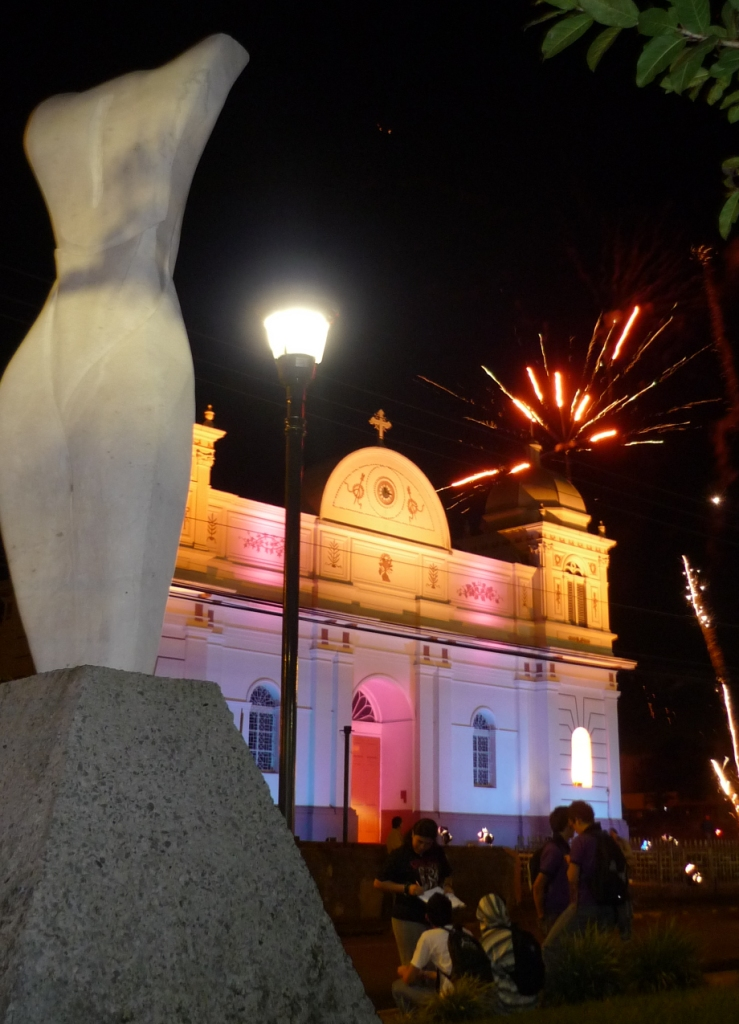
Escultura abstracta en el parque de Barva.
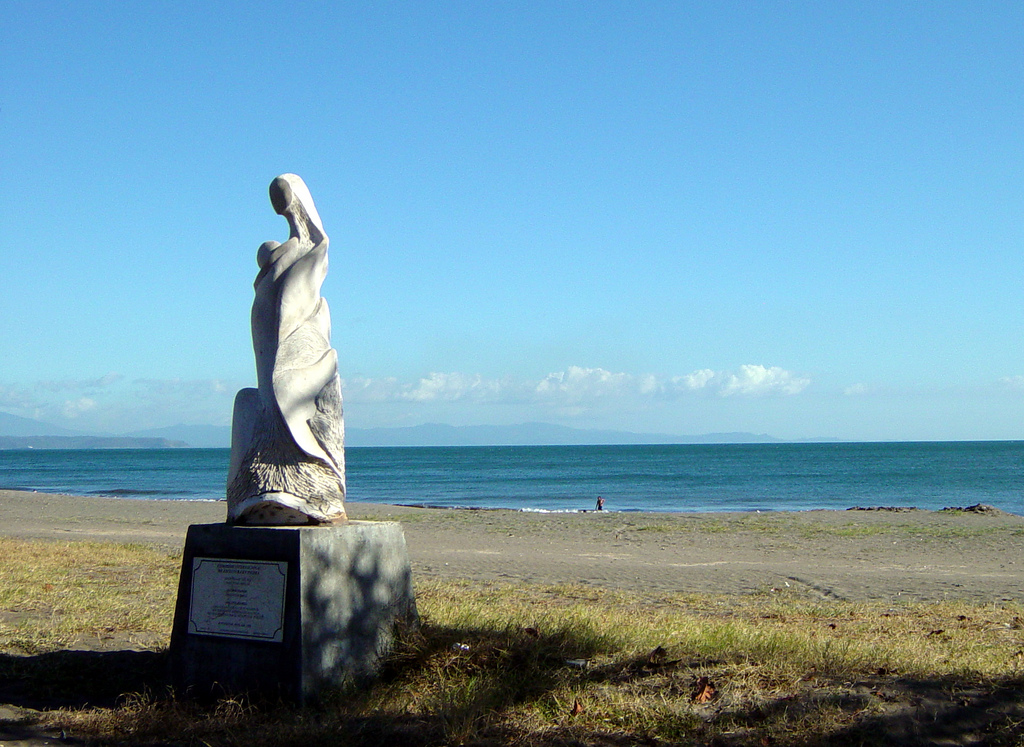
Escultura de abstraccionismo figurativo en la playa de Puntarenas.
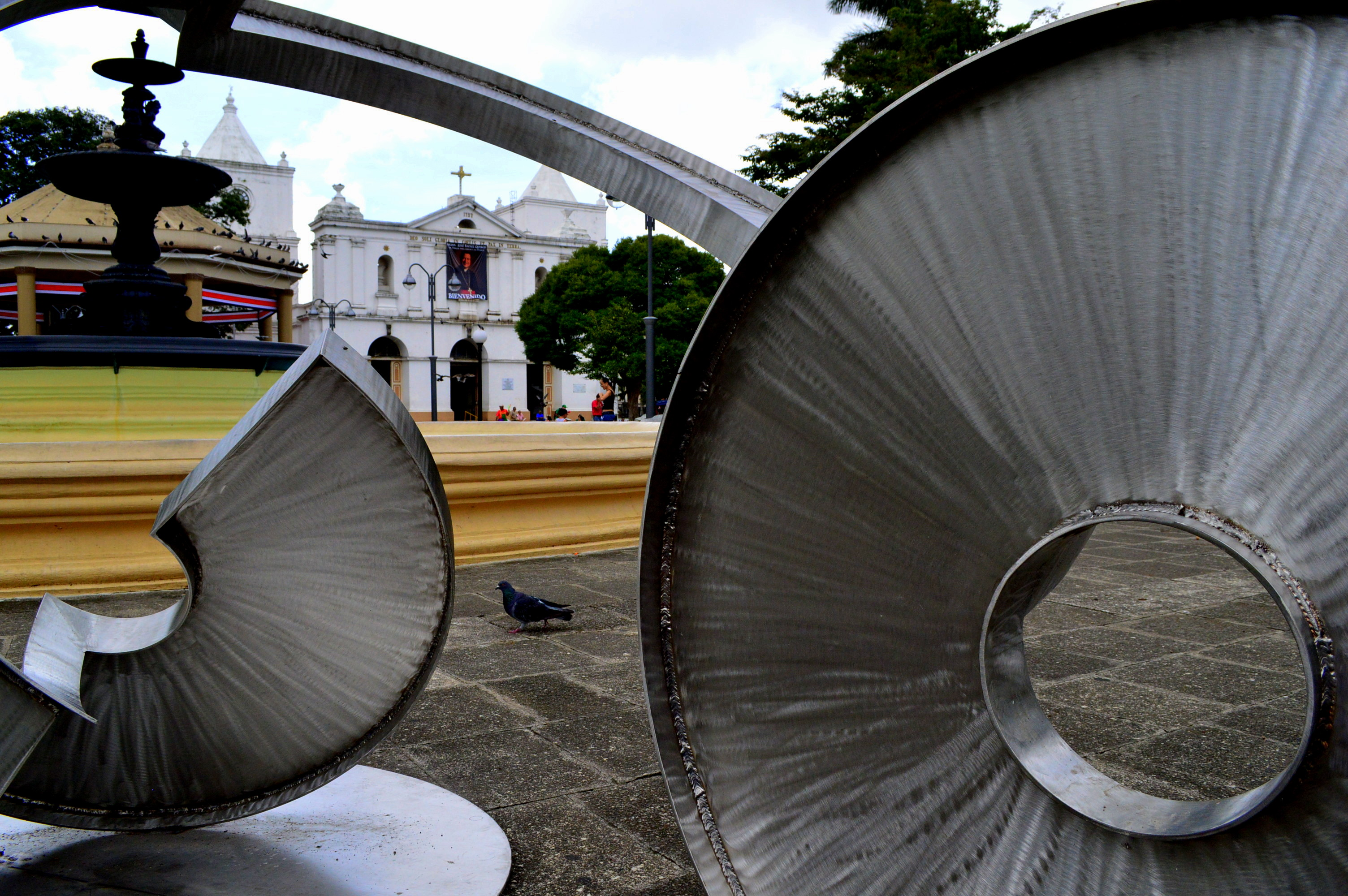
Escultura abstracta en el parque de Heredia.

### Arte contemporáneo
El arte abstracto desaparece del escenario costarricense casi por completo a partir de la década de 1970, incursionando sus artistas en el arte figurativo con un estilo propio. El arte costarricense toma fuerza con el surgimiento de grupos de artistas cuyas obras se inspiran en el expresionismo, conceptualismo, abstracción geométrica y realismo mágico. La fundación de galerías de arte privadas permitirá al artista tener mayores posibilidades de expansión.

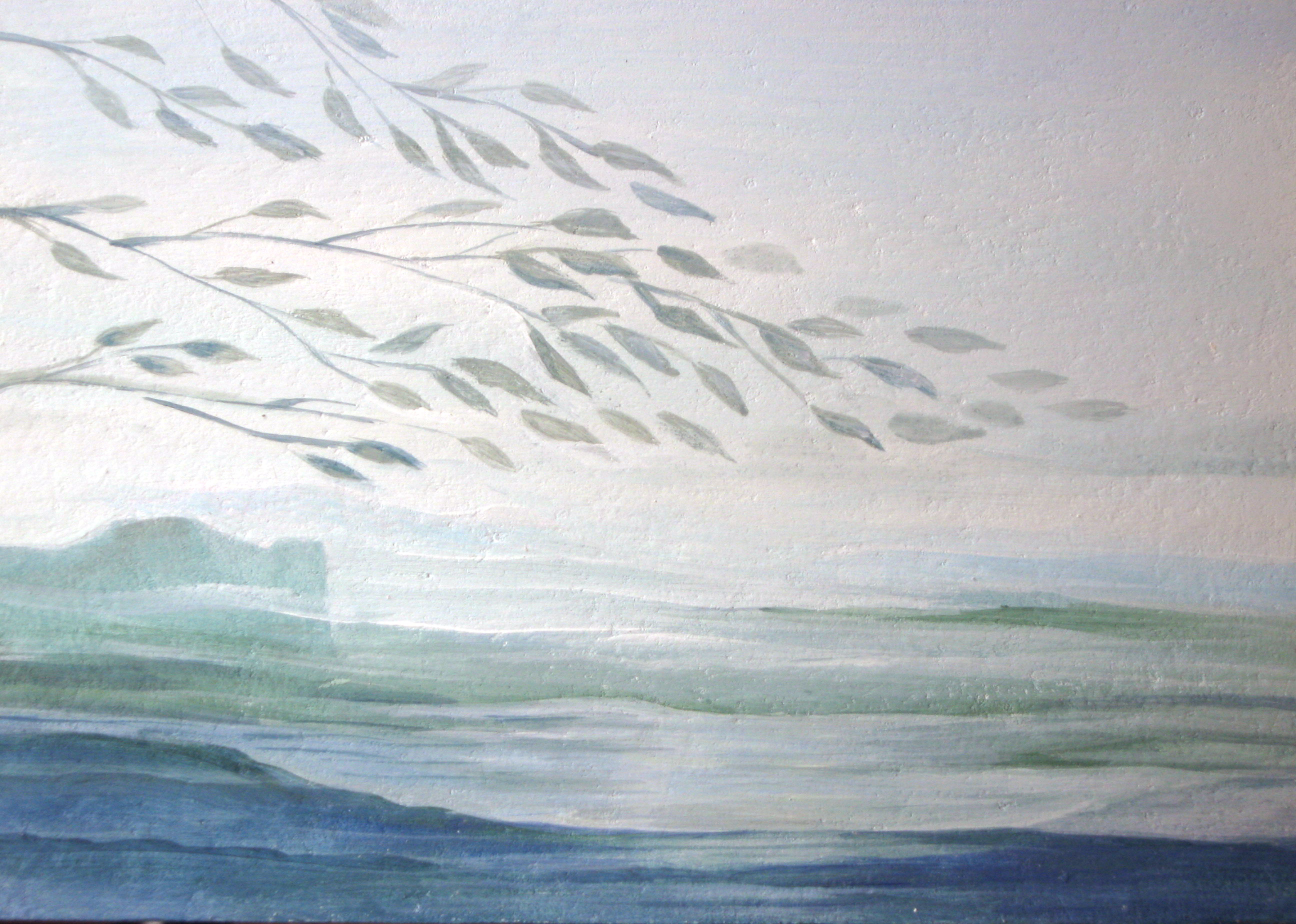
Nostalgia, de Marta Yglesias.

En la pintura, la acuarela toma protagonismo con el impulso recibido desde la Escuela de Bellas Artes de la Universidad de Costa Rica, con el paisaje como temática central. Entre estos pintores se pueden mencionar a Dinorah Bolandi y Ana Griselda Hine. El óleo también aborda el paisaje con el uso de una paleta de colores violentos y espatulados, dibujando las atmósferas frías de las partes altas del país, en contraposición al paisaje luminoso de la década de 1930. La pintura es de figuras estilizadas inmersas en una atmósfera oscura, con una técnica depurada y una temática fantástica de imagen nítida: Rafa Fernández (1953), Jorge Gallardo (1924), Otto Apuy (1949), Lola Fernández (1926), Gonzalo Morales Sáurez (1945) e Isidro Con Wong (1931). Más tardíamente, hacia la década de los ochenta y noventa, se redescubre un especial interés por el color, lo abstracto y la antigüedad, reincorporando el tema del paisaje, enriqueciéndose con el uso de nuevos materiales, idealizando el paisaje también como forma de denuncia, de reacción contra los abusos del hombre contra la naturaleza. La década de 1990 trae un arte basado en un tipo de figuración que se nutre del arte pop, del cómic y la trivialidad. Hay un interés por lo caribeño, la costa y los personajes negros estilizados. Entre estos pintores se pueden mencionar Miguel Hernández (1961) y Leonel González Chavarría (1962-2013). Los pintores contemporáneos costarricenses, con una mezcla de técnicas y temas, se inspiran en aspectos de la modernidad como los medios de comunicación y el turismo. Destacan pintores como Adrián Arguedas, Joaquín Rodríguez del Paso, José Miguel Rojas, Man Yu, Miguel Hernández, Guillermo Trejos Cob, Emilia Villegas, Rafael Sáenz Rodríguez (1977) y Marta Yglesias.
La escultura sigue dos vertientes: una realista, con cierta tendencia hacia la abstracción e influenciada por el arte de Francisco Zúñiga, con temática centrada en la maternidad y la familia; y otra escultura de formas cerradas, influenciada por la escultura precolombina en piedra, que alcanza un alto nivel de originalidad, con la esfera como representación del universo como algo total y unitario. Los principales materiales utilizados son la madera, el bronce y la piedra, y a partir de la década de 1980, toma protagonismo el mármol, el cual se traza un nuevo capítulo en el arte costarricense, con una vuelta a las superficies pulidas e inmaculadas. Se insiste en la temática zoomorfa, la mujer, la maternidad y las formas angulosas. Entre los escultores de la primera vertiente destacan Ólger Villegas (1934), Miguel Ángel Brenes (1943), Crisanto Badilla (1941), Carlomagno Venegas (1946-1988), Mario Parra (1950) y Fernando Calvo (1951); y entre los de la segunda Aquiles Jiménez (1953), José Sancho (1935), Ibo Bonilla (1951) y Jorge Jiménez Deredia (1954). A finales de la década de 1980, surgen innovaciones con el uso del hierro y la madera, partiendo de una idea o concepto como una semilla o una flor, en busca de la síntesis y el equilibrio formal.
El grabado se enriquece con la creación del Centro Regional de Artes Gráficas (1976), que contribuye a mejorar dicha disciplina con la participación de grabadores nacionales y extranjeros, como los costarricenses Juan Luis Rodríguez y Rudy Espinoza (1953), el chileno Juan Bernal Ponce (1938) y el guatemalteco Roberto Cabrera (1939), enfocándolo desde la óptica de lo grotesco y la violencia, como método de denuncia contra regímenes dictatoriales de otras latitudes. El grabado tiene un periodo importante en la década de 1980 con la cromoxilografía, con imágenes que aluden a lo ingenuo, el art brut, elaborando una poética personal. En los noventa se vuelve a la tradición de Amighetti, con una temática más expresionista, con una evocación hacia la soledad del hombre y la evocación de la infancia, el cuestionamiento de la propia identidad e idiosincrasia costarricense, para desembocar en la sensibilidad de la postmodernidad: Rolando Garita (1955), Héctor Burke (1955), Alberto Murillo (1960), Adrián Arguedas (1968), Gustavo Araya (1965), Emilia Cersósimo (1944), Rodolfo Stanley (1944), Virginia Vargas (1955). El grabado se convertirá en un medio idóneo de expresión y de mayor experimentación, como una forma de romper con lo tradicional.
En el campo del dibujo, aparecen artistas que dejan huella en el campo del dibujo y la gráfica, de acento expresionista, con temáticas como lo político, lo grotesco, lo violento y una cierta dosis de erotismo, destacándose Fernando Carballo (1941), José Luis Cuevas (1934) y Carlos Poveda (1940). También surge un grupo de artistas que, siguiendo la tradición gráfica, incursiona en la pintura usando la técnica del aerógrafo, manejando temas dentro de los límites de lo crítico, lo irónico y lo femenino.

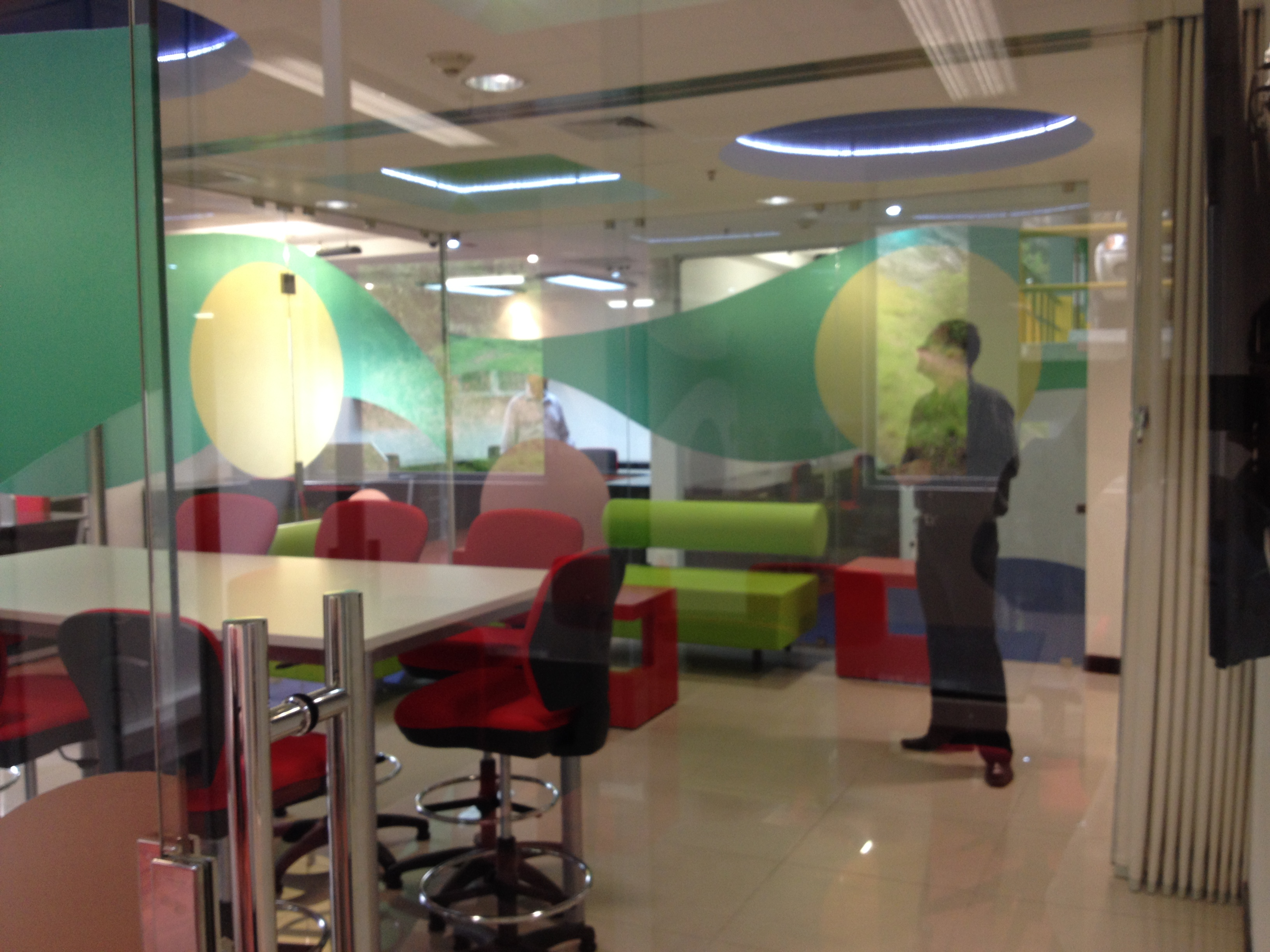
Aplicación de principios de arquitectura cuántica en una institución pública de telecomunicaciones, obra de Ibo Bonilla, 2015.

A finales de los setenta y principios de los ochenta, la instalación aparece como ampliación del horizonte artístico hacia lo puramente conceptual. En 1988 se inicia un periodo de experimentación con obras realizadas con materiales encontrados. Se acentúa un interés por las instalaciones, el expresionismo abstracto, el tachismo y la gestualidad, utilizando materiales como cartón, acrílico, pintura industrial, fibra, mecate, tintes, lápices de color y de cera y el uso del collage, rondando los límites de lo tridimensional: Rafael Ottón Solís (1946), Roberto Lizano (1951), Paulina Ortiz (1958), Fabio Herrera (1954), Luis Chacón (1953), Pedro Arrieta (1954), Mario Maffioli (1960), Ana Isabel Martén (1951), Herbert Zamora (1956), Esteban Coto (1949), Luis Arias (1947), Manuel Vargas (1952), entre otros. Hacia el final del siglo XX, la pintura y la escultura tienden hacia la instalación, utilizando también un tipo arte multimedia, donde intervienen la fotografía y el video. Los artistas se identifican con el arte feminista, de defensa de minorías raciales, LGBT, así como un tendencia a reinterpretar la historia, retomando elementos propios de la cultura popular, la cultura de masas, los periódicos, películas, jazz, música, pop, radio, tiras cómicas, novelas detectivescas, televisión: Emilia Villegas (1967), Adolfo Siliézar (1952), Joaquín Rodríguez del Paso (1960-2016), Claudio Fantini (1970), Sila Chanto (1969), Cecilia Paredes (1950), Victoria Cabezas (1950), Leda Astorga (1957), Loida Pretiz (1957), Florencia Urbina (1964), José Miguel Rojas (1959).
La arquitectura nacional será representada por conjuntos de edificios construidos con materiales perecederos e integrados a la naturaleza, aplicando criterios de bioclimatismo, construcción verde y sustentabilidad, nuevas tendencias buscando superar el expresionismo tecnológico y comercial, buscando una nueva percepción del espacio.
Después de 1980, conviven en el arte costarricense tradición e innovación, aceptación y negación, y son frecuentes los replanteamientos en los ámbitos de los procesos, las técnicas y las formas artísticas. El arte costarricense empieza a buscar la internacionalización y establecer mayor contacto para conocer las propuestas del arte mundial. La infraestructura para la práctica y la divulgación de las artes sigue creciendo gracias a la participación de la empresa privada y a las instituciones gubernamentales interesadas en el tema. Cada vez es más frecuente la incursión de la empresa privada en la promoción del arte costarricense. En general, con el cambio de siglo, el arte costarricense se vuelve un conglomerado de posibilidades.

## Otras expresiones artísticas

### Artes musicales

#### Música folclórica
La música folclórica de Costa Rica es una expresión de la cultura costarricense, y como esta, está compuesta por diversos ritmos tradicionales que han llegado de muchas partes, abarcando desde la música indígena y las tradiciones europeas, hasta los ritmos afroantillanos. La mayoría de los ritmos musicales folclóricos de Costa Rica se combinan con otras expresiones culturales, como la danza, las bombas y retahílas, la vestimenta tradicional y los instrumentos musicales. Esta música y sus ritmos suelen asociarse a los días festivos cívicos, religiosos y populares.
Entre los géneros musicales, destacan el punto guanacasteco, declarado el baile nacional; el tambito, popular en el Valle Central y Guanacaste; el calipso limonense, ritmo afroantillano declarado patrimonio nacional; y el aire nacional, en el que se han compuesto algunas canciones consideradas himnos nacionales, como Caña dulce y Guaria morada. Otros ritmos autóctonos son la parrandera, las batambas, los arranca terrones, los garabitos, las camperas y otras. A lo largo de la historia del país, con la inmigración, se adoptaron ritmos musicales provenientes de otros países, que se fusionaron con estilos locales para dar lugar a nuevas expresiones musicales: la mazurca, la polka, el vals, el pasillo, el corrido, la balada, el bolero, etc.
Muchos instrumentos musicales son herencia que proviene del pasado precolombino, la colonia española y la inmigración afroantillana. Entre estos destacan la marimba, símbolo nacional e instrumento considerado básico en las expresiones musicales tradicionales de Costa Rica; el quijongo, de legado africano, que tiene dos tradiciones distintas en las provincias de Guanacaste y Limón, de herencia colonial en la primera y producto de la inmigración caribeña en el caso de la segunda; instrumentos de origen indígena como las ocarinas; instrumentos coloniales como la guitarra, la mandolina, el acordeón, etc.
Entre los compositores, músicos y letristas más importantes de la música folclórica costarricense pueden citarse a Héctor Zúñiga Rovira, Jesús Bonilla, Mario Chacón Segura, Walter Ferguson, Aníbal Reni, Manuel Monestel, Lorenzo «Lencho» Salazar, Carlos Guzmán Bermúdez, entre muchos otros.

#### Música académica
La música sinfónica o culta inició su auge entre las décadas de los años 1940 a 1970, con la creación y posterior fortalecimiento de la Orquesta Sinfónica Nacional a partir de 1971, lo que permitió la profesionalización de los músicos costarricenses. El país también cuenta con una Orquesta Sinfónica Juvenil, el Coro Sinfónico Nacional, la Compañía Lírica Nacional y la Dirección General de Bandas. Actualmente existen muchos centros de formación de música académica, entre los que destacan los programas del Sistema Nacional de Educación Musical (SINEM) del Ministerio de Cultura y Juventud, que tiene proyección nacional, o el Conservatorio Castella.
Entre los compositores musicales más importantes de la historia nacional se pueden mencionar a Manuel María Gutiérrez Flores, Benjamín Gutiérrez, Eddie Mora, Walter Flores, Allen Torres, Víctor Hugo Berrocal, Fidel Gamboa, Manuel Obregón, Vinicio Meza, Alejandro Cardona y otros.

#### Música popular y contemporánea
El gusto del costarricense por la música popular y contemporánea es extenso y variado. Entre los ritmos locales, destaca el swing criollo, danza que surge en los salones de baile de San José en la década de 1960, a partir de una fusión del swing americano y la cumbia colombiana. El swing criollo se considera un baile muy representativo del país y ha sido declarado patrimonio cultural inmaterial de Costa Rica. Otro género musical autóctono que tuvo gran auge y éxito en la década de 1980 fue el «chiqui-chiqui», ritmo bailable mezcla de pop y son latino, con grupos icónicos como La Banda, La Pandilla, Jaque Mate, La Empresa, Los Hicsos, Marfil, Blanco y Negro, La Nota y muchos otros.
El costarricense tiene gran afición por el baile, por lo que la música tropical ocupa un lugar privilegiado en la cultura popular, especialmente ritmos como la salsa, el merengue y la cumbia. Otros tipos musicales de otras latitudes del continente también son muy apreciados, como el mariachi, el tango y el reggae. La globalización ha generado que en la actualidad, el costarricense tenga gustos musicales muy variados, que incluye géneros como música de trova, jazz, heavy metal, punk rock, funk, ska, rock alternativo, música independiente, dancehall, música electrónica y muchos otros.

### Literatura

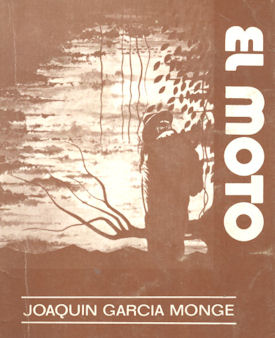
El Moto, de Joaquín García Monge, es la primera novela costarricense (1900).

La literatura de Costa Rica inició a finales del siglo XIX, a partir de la llegada de la imprenta en 1830. Las primeras impresiones estuvieron constituidas por el cuadro de costumbres influenciado por el estilo español e hispanoamericano. La primera publicación literaria fue La lira costarricense (1890), recopilación de poemas de la época. El Moto (1900), de Joaquín García Monge, es la primera novela costarricense propiamente dicha. A finales del siglo XIX apareció el costumbrismo como movimiento literario predominante, con autores como Ricardo Fernández Guardia, Carlos Gagini y Manuel González Zeledón. La obra cumbre del periodo es Concherías de Aquileo J. Echeverría, colección de poesía que rescata el hablar campesino y la vida bucólica de la época. Durante este periodo, el costumbrismo convive con el modernismo, expresado sobre todo en la poesía, con autores como Roberto Brenes Mesén, Rafael Ángel Troyo y Lisímaco Chavarría.
La literatura de vanguardia aparece a principios del siglo XX. Se introduce el realismo de la mano de los escritores que publican en la revista Repertorio Americano. La crítica al modelo liberal impulsado por el Estado se manifiesta en las obras de autores como Carmen Lyra (Cuentos de mi tía Panchita, En una silla de ruedas, Bananos y hombres), Carlos Luis Fallas (Mamita Yunai, Gentes y gentecillas, Marcos Ramírez, Mi madrina), y se intensifica hacia la década de 1940 con las obras de Joaquín Gutiérrez Mangel (Cocorí, Puerto Limón, La hoja de aire, Murámonos Federico); Fabián Dobles, (Historias de Tata Mundo; Una burbuja en el limbo y El sitio de las abras); José Marín Cañas (Pedro Arnáez, 1942), Adolfo Herrera García (Juan Varela, 1939), Carlos Luis Sáenz (Mulita mayor, El abuelo cuentacuentos), Yolanda Oreamuno (La ruta de su evasión), Isaac Felipe Azofeifa (El viejo liceo, 1937; Trunca Unidad, 1958; Vigilia en pie de muerte, 1962; Canción, 1964), Julián Marchena (Alas en fuga, Romance de las carretas), Eunice Odio (El tránsito de fuego; El rastro de la mariposa) y Carlos Salazar Herrera (Cuentos de angustias y paisajes, 1947).
La década de 1960 introduce la temática urbana como substitución del campo, destacándose autores como Jorge Debravo (Nosotros los hombres), Laureano Albán (Herencia de otoño), Alfonso Chase (Cultivo una rosa blanca), Alberto Cañas Escalante (Oldemar y los coroneles, Los molinos de Dios), Carmen Naranjo (Más allá del Parismina), José León Sánchez (La isla de los hombres solos, Tenochtitlan: la última batalla de los aztecas) y Julieta Dobles (Costa Rica poema a poema). Las obras incluyen una crítica de la realidad social a la vez que se esperanzan en la posibilidad del cambio.
A partir de 1980 surge la generación del desencanto, donde los escritores exploran la identidad nacional y se enfocan en la crítica del modelo socioecónomico de desarrollo establecido: Rafael Ángel Herra (La guerra prodigiosa, 1986), Fernando Contreras Castro (Única mirando al mar, 1983), Fernando Durán Ayanegui (Las estirpes de Montanchez, 1992), Tatiana Lobo (Asalto al Paraíso, 1992; Calypso, 1996), Anacristina Rossi (La loca de Gandoca, Limón Blues, Limón Reggae).
El ensayo ha tenido representantes en todas las épocas, tratando los más diversos temas, aunque han predominado los temas sociopolíticos, la crítica literaria y el tema histórico-biográfico: José María Castro Madriz, Julián Volio Llorente, Antonio Zambrana, Roberto Brenes Mesén, Joaquín García Monge, Mario Sancho Jiménez, Omar Dengo, Rogelio Fernández Güell, León Pacheco Solano, Moisés Vincenzi Pacheco, Eugenio Rodríguez Vega, Rodrigo Facio Brenes, Carlos Monge Alfaro, Luis Ferrero Acosta, Abelardo Bonilla, Emma Gamboa, Alfonso Chase y muchos otros. Entre los historiadores, destacan Ricardo Fernández Guardia, Cleto González Víquez, Rafael Obregón Loría y Carlos Meléndez Chaverri.
La influencia de la modernidad introduce temáticas como la exploración de temas complejos de la sociedad actual (drogas, aborto, suicidio, pedofilia, explotación sexual), la literatura de ciencia ficción, fantasía épica, novela negra y terror, de la mano de autores como Warren Ulloa (Bajo la lluvia Dios no existe), Daniel González Chaves (Un grito en las tinieblas; la vida de Zárate Arkham), José Ricardo Chaves (Faustófeles), Evelyn Ugalde Barrantes (Cuando los cuentos crecen), Jessica Clark Cohen (Los salvajes), Daniel Garro Sánchez (La máquina de los sueños), entre otros.

### Cine
La producción cinematográfica de Costa Rica es modesta, predominando la producción de documentales, cortometrajes y la industria publicitaria. La creación de largometrajes ha sido más bien escasa, aunque a partir de la segunda década del siglo XXI ha ido incrementándose la producción de nuevos filmes de ficción, principalmente producción independiente. Costa Rica también ha sido sede de diversas producciones internacionales y realiza festivales de cine anuales. El cine llegó a Costa Rica tempranamente, en 1897, como entretenimiento, pero no fue sino hasta 1913 que se realizaron las primeras producciones de imágenes en movimiento. La primera película de ficción filmada en el país fue El retorno (A.F. Bertoni, 1930), película muda en blanco y negro con un elenco enteramente costarricense. La primera película sonora fue Elvira (Alfonso Patiño Gómez, 1955). La temática costumbrista se reflejará en filmes como La apuesta (Miguel Salguero, 1968), Los secretos de Isolina (Salguero, 1984) y Eulalia (Óscar Castillo, 1987). En 1973, el Estado costarricense se involucró en la producción de cine al fundar un Departamento de Cine adscrito al Ministerio de Cultura, departamento que posteriormente se convertiría en el Centro de Cine. Se destacó sobre todo el cine documental de denuncia social. A partir de la década de 1980, la creación de cine en el país dependió casi exclusivamente de la producción independiente debido a la crisis económica de 1980, por lo que la producción nacional quedó en manos de esfuerzos individuales con ocasional apoyo del Estado. A partir de 1982, el cine nacional aborda temáticas más míticas, históricas y legendarias, de las cuales el proyecto más ambicioso es el largometraje La Segua (Antonio Yglesias, 1984). La llegada del siglo XXI y la participación de la empresa privada ha permitido un auge al cine costarricense que no había vivido en su historia, con el surgimiento de jóvenes directores (Hilda Hidalgo, Ishtar Yasin, Esteban Ramírez, Miguel Alejandro Gómez y Hernán Jiménez García, entre otros), algunos de ellos destacándose a nivel internacional, y un mayor acercamiento del público local a la producción nacional. A pesar de ello, la producción de cine costarricense sigue presentando la problemática de un mercado pequeño, falta de financiamiento con altos costos de producción, la apatía del público y la competencia del cine comercial de otras latitudes. La producción se caracteriza por un cine crítico y de contenido que aborda de frente las distintas problemáticas del país, utilizando variados géneros, como drama, comedia, cine de terror, cine de ficción e incluso falso documental, además de importantes avances en la animación digital en épocas recientes.

### Historieta
La historieta costarricense tiene sus raíces más antiguas en la obra de José María Figueroa Oreamuno (Figuras y figurones, 1870-1890), y posteriormente en la caricatura de crítica política de finales del siglo XIX y principios del siglo XX, siendo sus principales representantes Noé Solano (1899-1971) y Paco Hernández (1895-1961). La introducción de las primeras tiras cómicas internacionales como los syndicates norteamericanos y las historietas mexicanas en los periódicos nacionales en la década de 1970, sirvió como aliciente a artistas nacionales para iniciar una producción nacional, con trasfondo satírico político, con Hugo Díaz Jiménez (Pueblo, El mundo de Hugo Díaz, ilustraciones de Cuentos de tío Conejo, Cocorí, Las fisgonas de Paso Ancho) y Fernando Zeledón Guzmán (La semana en serio, Los supermaes) como sus pioneros. En 1960, Carlos Enrique Figueroa crea a Tricolín, un personaje que promueve valores ambientales en los niños. Glupy (1973), de Juan Díaz, fue la primera tira cómica costarricense propiamente dicha, y la primera en tener proyección internacional.
En la década de 1980, Óscar Sierra Quintero publicó Mitos y leyendas de Costa Rica. Sierra tendrá impacto en la historieta nacional con las revistas De oreja a oreja y La cabra en patines, e historietas como Galoxi y Corazones no sabemos. Nace en esta década La pluma sonriente, organización creada para promover el arte gráfico y proyectarlo internacionalmente. Otro artista del periodo es Franco Céspedez, que utiliza la temática del fútbol nacional en su obra El fanático. En 1988 nace el grupo La Zarigüeya, con artistas como Víctor Cartín (TinGlao/Cleo), Arcadio Esquivel (Arcadio), Ferreol Murillo (Ferrom), Allan Núñez (Nano), Leda Astorga (Leda), Alejandro Lazo (Lazo), Roy Solís (Roi) y Carlos Arroyo (Arroyo). Durante el siglo XX, se publicaron historietas costarricenses con trasfondo educativo en revistas de circulación nacional como San Selerín, Triquitraque, Farolito, Zurquí y Tambor, con dibujos de artistas como Juan Manuel Sánchez Barrantes, Omar Valenzuela, Alexander Corrales y Vicky Ramos.
La presencia de los videojuegos, el manga y el animé impulsó a una nueva generación de artistas que surge en la década de 1990. Se crean las revistas Camaleón, K-Oz, Neozaga y Plan 9, con material artístico destacable. En general, la mayoría de los proyectos implementados durante esta época fueron de corta duración y encontraron poco apoyo financiero. Al entrar el siglo XXI, se publicó en el diario La Nación la historieta Pantys, de Francisco Mungía, cuya publicación duró un año. En 2007, se reunió el primer colectivo de historietistas costarricenses con 17 artistas. Durante la primera y segunda década del siglo XXI, el movimiento artístico La pluma cómic, división de La pluma sonriente, realiza diversas actividades para promover la historieta nacional. En 2011 se publicó la novela gráfica Leyendas costarricenses en novela gráfica, de Óscar Sierra y Ronald Díaz Cabrera (Rodicab). A partir de 2012 y hasta la actualidad, aparecen nuevos artistas independientes que lanzan nuevos proyectos: Ticomik (Ángeles de Acero), Zarpe Cómics y Coin Cómics (Dark Revelation, Memorias de Angel Cou y Maleficencia) y Empirical Ghost (con el manga Densetsu No Senshi de Josh Hagaren; Alfa Cortex por Dave Salazar; e Infinitia por Dmon Leon). Los años 2015 y 2016 marcan un hito en la historieta costarricense, con el artista nacional John Timms, quien publicó varios números para DC Cómics con dibujos de Harley Quinn y Batman, y Dan Mora, quien recibe el premio Russ Manning Promising Newcomer Award, elegido como la mejor nueva promesa en la ilustración de cómics en la Comic-Con de San Diego por su trabajo en el libro Klaus y la historieta Hexed, de la editorial de historietas Boom! Studios.

### Videojuegos
Costa Rica es un país pionero en el uso de nuevas tecnologías a nivel latinoamericano, lo que ha permitido que cada vez un mayor número de empresas costarricenses se dediquen a la producción de software. En 2016 se reportó la existencia de al menos 19 empresas dirigidas al mercado de los videojuegos, principalmente para la exportación al extranjero, puesto que el mercado nacional es reducido. Algunas empresas referentes son Fair Play Labs, que publicó en 2015 el videojuego Color Guardians en las consolas PlayStation 4 y PlayStation Vita; CanuArts, con el videojuego Lithium: Inmate 39 para PlayStation 4; Green Lava Studios, cuyo título Fenix Furia llegó a las consolas PlayStation 4 de Sony y Xbox One de Microsoft; y Headless Chicken Games, primera empresa en Latinoamérica en desarrollar videojuegos de realidad virtual para PlayStation. En el país existe la Escuela de Animación Digital de la Universidad Véritas, que gradúa profesionales en el tema, así como carreras afines en la arquitectura de programación en instituciones educativas como la Universidad de Costa Rica y el Tecnológico de Costa Rica.